# Order Virtuti Militari
Order Wojenny Virtuti Militari (VM, łac. Męstwu wojskowemu – (cnocie) dzielności żołnierskiej) – najwyższe polskie odznaczenie wojenne, nadawane za wybitne zasługi bojowe. Jest jednym z najstarszych orderów wojennych na świecie. Ustanowiony przez króla Stanisława Augusta Poniatowskiego 22 czerwca 1792 dla uczczenia zwycięstwa w bitwie pod Zieleńcami po rozpoczęciu wojny polsko-rosyjskiej przeciwko interwencji Imperium Rosyjskiego i konfederacji targowickiej, a w obronie Konstytucji 3 maja. Dewiza orderu brzmi: Honor i Ojczyzna.
Order był nadawany w okresie Księstwa Warszawskiego. Po utworzeniu tzw. Królestwa Kongresowego order, zachowując swój statut, otrzymał nazwę Order Wojskowy Polski. Po odzyskaniu niepodległości w 1918 roku Sejm Ustawodawczy na mocy Ustawy z dnia 1 sierpnia 1919 roku wskrzesił order, nadając mu nazwę Orderu Wojskowego Virtuti Militari. Obecnie order może być nadawany podczas wojny lub 5 lat po jej zakończeniu przez Prezydenta Rzeczypospolitej Polskiej na wniosek Kapituły Orderu Wojennego Virtuti Militari.
Łączna liczba odznaczonych wynosi ponad 26 tysięcy.

## Historia

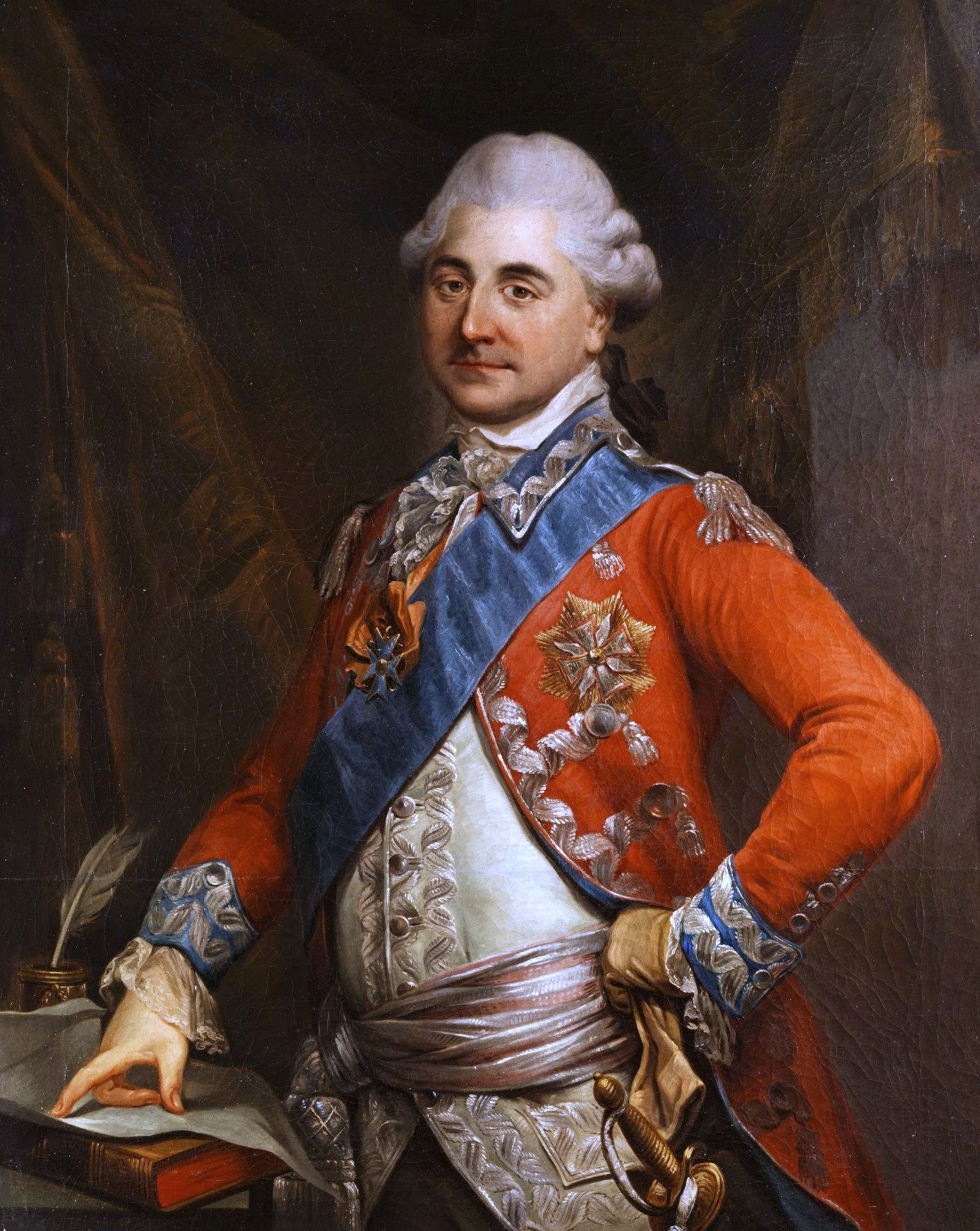
Król Stanisław August Poniatowski, który 22 czerwca 1792 ustanowił order Virtuti Militari po bitwie pod Zieleńcami z inicjatywy swego bratanka, ówczesnego dowódcy wojsk koronnych, księcia Józefa Poniatowskiego

### Okres 1792–1794

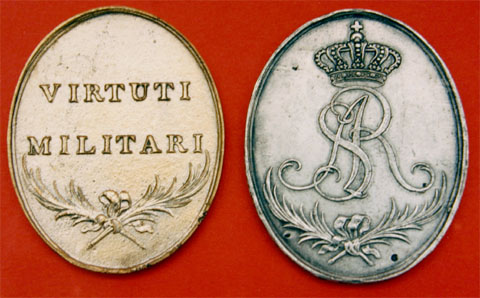
Medal Virtuti Militari z 1792

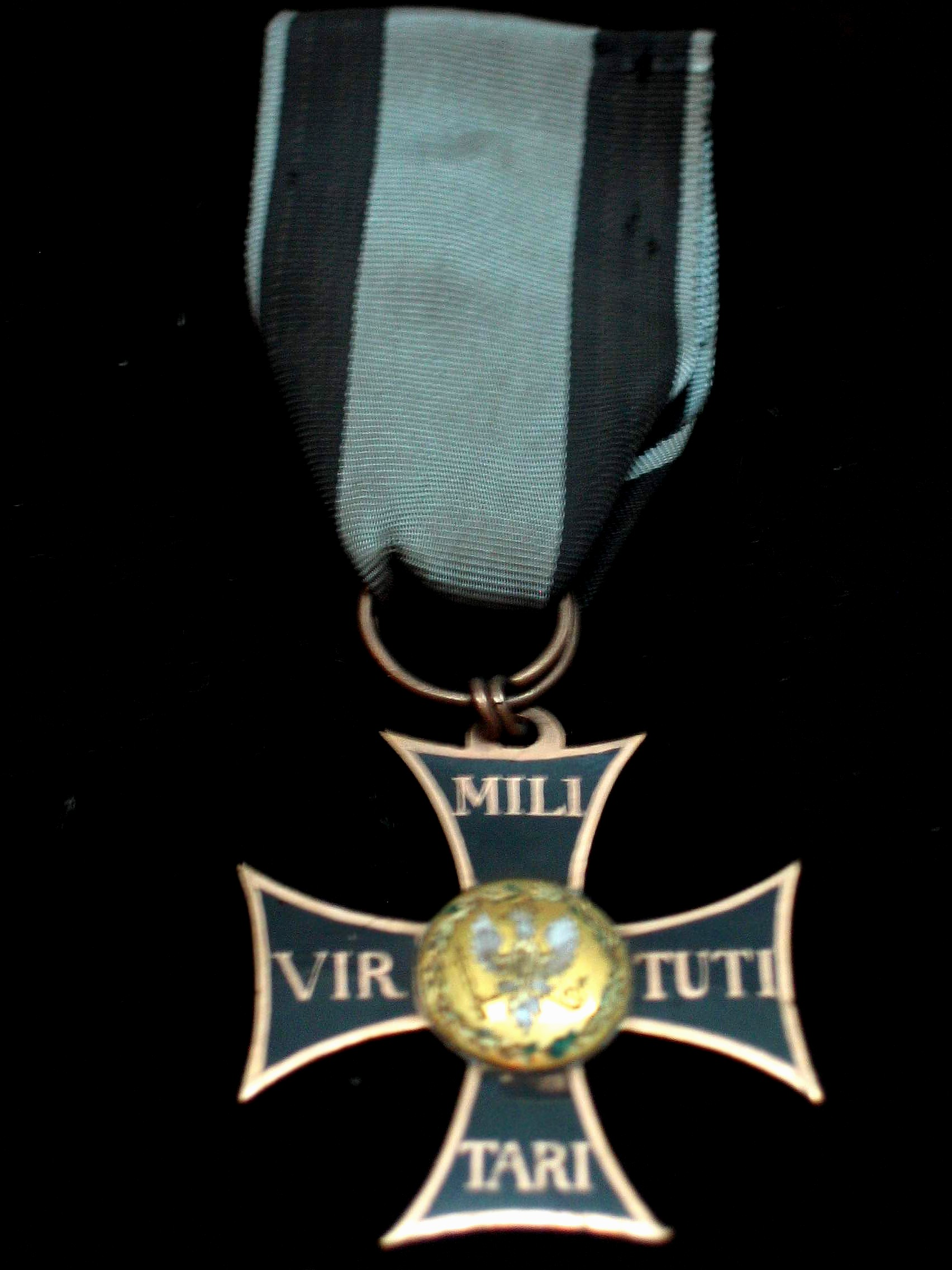
Krzyż Orderu Virtuti Militari 1792

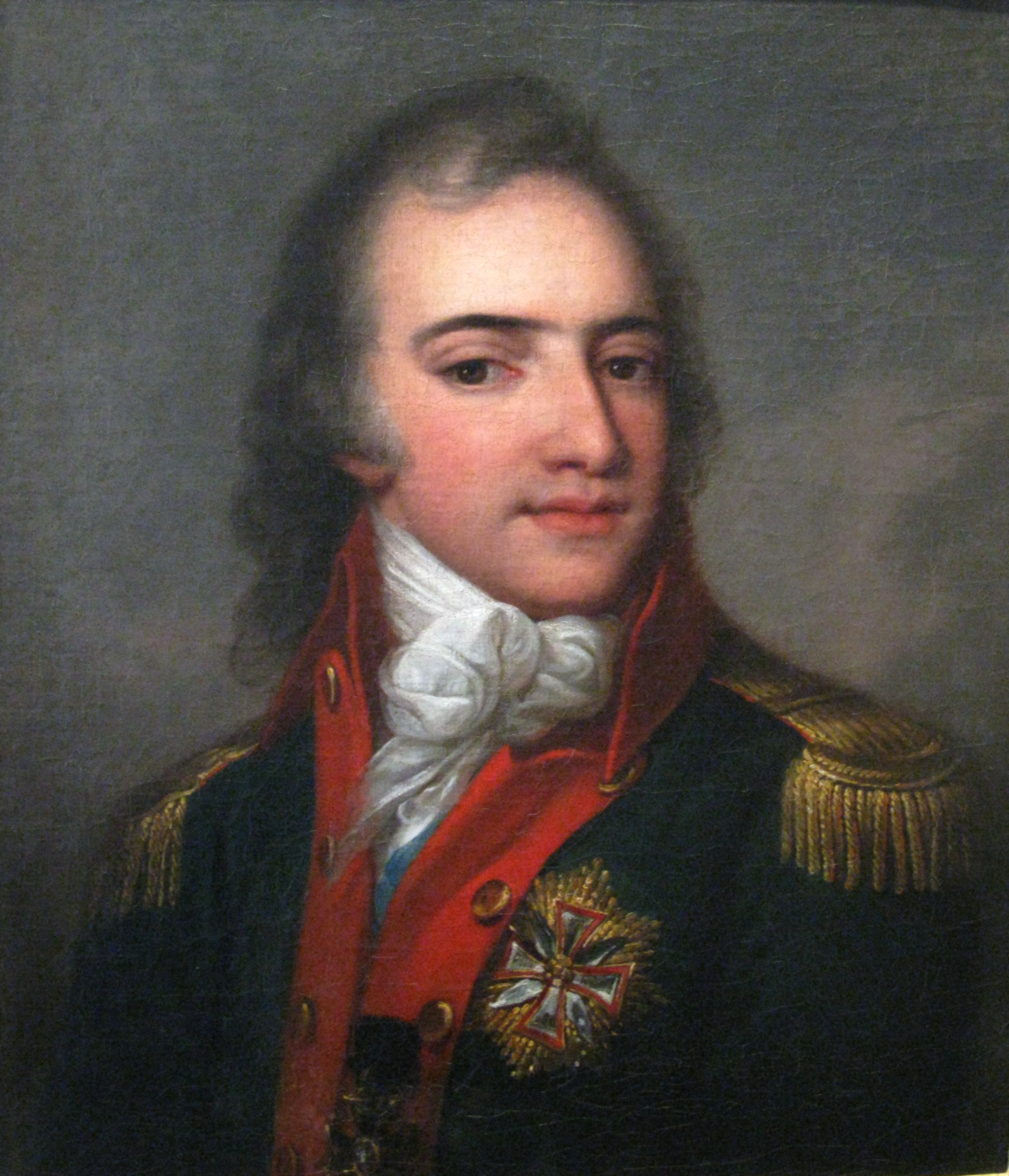
Książę Józef Poniatowski jako generał lejtnant i dowódca wojsk koronnych w czasie wojny 1792, pierwsza osoba uhonorowana Orderem Wojskowym Virtuti Militari.

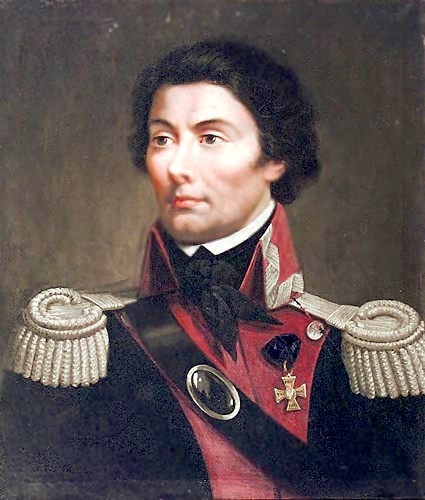
Tadeusz Kościuszko jako generał lejtnant wojsk koronnych w czasie wojny 1792 roku, druga osoba uhonorowana Virtuti Militari.

Król Polski Stanisław August Poniatowski wprowadził Order Wojskowy 22 czerwca 1792 roku, pismem skierowanym do dowódcy wojska koronnego generała lejtnanta ks. Józefa Poniatowskiego, niedługo po rozpoczęciu wojny polsko-rosyjskiej przeciwko konfederacji targowickiej w obronie Konstytucji 3 Maja i po interwencji wojska Rosji cesarzowej Katarzyny II, jednak w tym czasie wprowadził order bez sformalizowanej instytucji, którą planował stworzyć.
W raporcie pisanym do króla po zwycięskiej bitwie pod Zieleńcami w dniu 18 czerwca 1792 roku, dowodzący w niej książę Józef Poniatowski zażądał szybkiego wprowadzenia nowego orderu wojennego. W raporcie przesłanym królowi wręcz domagał się stworzenia orderu wojennego w szybkim trybie, co pozwoliłoby podnieść morale w wojsku. Myślał już o tym wcześniej, spoglądając ku innym krajom europejskim od lat przyznającym odznaczenia.
Król zareagował natychmiast, ponieważ już od pewnego czasu nosił się z zamiarem ustanowienia takiego odznaczenia:

Przyszło mi do głowy przesłać rodzaj medali owalnych, które z jednej strony mieścić będą moje imię, a z drugiej napis „Virtuti Militari”, a które będzie można nosić, tak jak krzyże orderu Marii Teresy, na wąskiej wstążce podobnej do wstążki orderu Św. Stanisława. Będą to medale srebrne dla szeregowych i podoficerów, a złote dla oficerów – Stanisław August Poniatowski z listu do ks. Józefa Poniatowskiego napisanego 12 czerwca 1792.

Pierwsze egzemplarze medali – nie były one sygnowane, ale najprawdopodobniej zaprojektowane zostały przez króla, a wyrzeźbione przez saskiego medaliera Jana Filipa Holzhausera z ewentualnym wkładem Jana Jakuba Reichela – wykonała Mennica Warszawska. 15 czerwca 1792 król wysłał je do księcia:

Jeżeli czas i okoliczności pozwolą, ustanowię instytucję formalną orderu wojskowego. Teraz z największym pośpiechem wysyłam Ci 20 medalów złotych, oznaczonych dewizą Virtuti Militari, dla znaczniejszych oficerów, którzy odznaczyli się w ostatnich bitwach obecnej kampanii. [...] Jest was 16 wymienionych na załączonym wykazie, ale ponieważ może się zdarzyć, iż znajdzie się jeszcze kilku, już zasługujących na tę odznakę, dodaję przeto jeszcze 4 dla tych, których nazwiska mi wskażesz. Przesyłam Ci nadto 40 medali srebrnych dla niższych oficerów i prostych żołnierzy, których nazwiska mi nadeślesz [...] – król do księcia 22 czerwca 1792.

List zawierał spis osób, którym tego dnia nadano pierwsze złote medale:

1. ks. Józef Poniatowski,
2. gen. mjr Tadeusz Kościuszko,
3. gen. mjr Michał Wielhorski,
4. mjr Jan Franciszek de Pouppart,
5. gen. mjr Stanisław Mokronowski,
6. bryg. Eustachy Sanguszko,
7. płk Józef Poniatowski,
8. ppłk Jan Grochowski,
9. mjr Jan Krasicki,
10. mjr Józef Szczutowski,
11. mjr Mikołaj Oppeln-Bronikowski,
12. kpt. Michał Chomętowski,
13. por. Andrzej Gałecki,
14. ppor. Seweryn Bukar,
15. ppor. Sebastian Marszycki,
16. ppor. Karol Tepfer[5][6].

Wręczenie medali nastąpiło 25 czerwca 1792 roku w Ostrogu na Wołyniu, gdzie znajdował się obóz wojsk Rzeczypospolitej. Udekorowano nimi 15 oficerów i żołnierzy biorących udział w bitwie pod Zieleńcami. Miał on wtedy dwie klasy:
- złotą – dla generałów i oficerów;
- srebrną – dla podoficerów i szeregowych.

Między 10 a 28 sierpnia 1792 roku, gdy do Warszawy powrócił ks. Józef Poniatowski, ustanowiono utajniony przed konfederatami targowickimi statut orderu (nigdy nie został opublikowany), opracowany na podstawie statutu austriackiego Orderu Wojskowego Marii Teresy, który nazwano Order Krzyża Wojskowego. Miał dzielić się na pięć klas, z czego trzy pierwsze miały formę orderową, a dwa pozostałe medalową:
- I klasa – Krzyż Wielki z Gwiazdą,
- II klasa – Krzyż Komandorski,
- III klasa – Krzyż Kawalerski,
- IV klasa – Medal Złoty,
- V klasa – Medal Srebrny[4][10][11].

Ustalono formę noszenia krzyży na wstążce błękitnej z czarnymi obwódkami, ponadto Krzyż Wielki był dekorowany srebrną, sześciopromienną gwiazdą. Ponadto zatwierdzono uposażenie w postaci dodatkowego podwójnego żołdu dla odznaczonych Krzyżem Złotym i dodatkowej połowy żołdu dla odznaczonych Krzyżem Srebrnym.
Król Stanisław August Poniatowski był Wielkim Mistrzem Orderu Virtuti Militari i z mocy prawa odznaczonym Krzyżem Wielkim.
W myśl statutu order miał być nadawany przez kapitułę orderu, w której skład mieli wejść kawalerowie tego orderu w kolejności ich nadania. Pierwszy jej skład mieli stanowić odznaczeni po bitwie pod Zieleńcami:

1. gen. lejtnant ks. Józef Poniatowski,
2. gen. lejtnant Tadeusz Kościuszko,
3. gen. mjr Michał Wielhorski,
4. gen. mjr Stanisław Mokronowski,
5. brygadier ks. Eustachy Sanguszko,
6. płk Józef Poniatowski,
7. płk Michał Chomętowski,
8. gen. mjr Józef Zajączek,
9. mjr Mikołaj Oppeln-Bronikowski,
10. mjr Józef Szczutowski,
11. ppłk Ludwik Kamieniecki,
12. por. Michał Cichocki,
13. por. Ludwik Metzell,
14. szef szw. Bartłomiej Giżycki[5].

W 1792 król dokonał poprawki formalnej dotyczącej nadań, w myśl której uprzednio odznaczonym oficerom Krzyżem Złotym nadano Krzyże Kawalerskie, zaś ks. Józef Poniatowski, jako jedyny, otrzymał Krzyż Komandorski.
W 1792 roku statut orderu nie został zastosowany w praktyce, gdyż po przystąpieniu króla do konfederacji targowickiej przestano go nadawać, pod pretekstem równości szlachty. 29 sierpnia 1792 roku, w Lubomlu, konfederacja targowicka ogłosiła uniwersał zakazujący noszenia i przyznawania orderu pod groźbą surowych kar, włącznie z utratą rang wojskowych, oraz zażądała jego zwrotu.
22 listopada 1793 roku sejm grodzieński uchylił uniwersał konfederacji i przywrócił order jako odznaczenie wojskowe. Ustawę uchwalono na skutek przeoczenia, co stało się powodem odwołania posła rosyjskiego Jakoba Sieversa. Pod naciskiem następcy Sieversa posła Osipa Igelströma król Stanisław August Poniatowski wraz z Radą Nieustającą dla złagodzenia gniewu cesarzowej Rosji Katarzyny II rezolucją z 7 stycznia 1794 roku uchylili uchwałę sejmową. Król zabronił noszenia medali i krzyży Virtuti Militari, nakazując ich zwrot w ciągu miesiąca pod groźbą najsurowszych kar kryminalnych.
Za kampanię 1792 roku zostało odznaczonych medalami złotymi 63 oficerów i generałów, a medalami srebrnymi – 290 podoficerów i szeregowych.
Łącznie za panowania Stanisława Augusta Poniatowskiego odznaczono 526 osób:
- Krzyżem Komandorskim – 1,
- Krzyżem i Medalem Złotym – 86,
- Krzyżem i Medalem Srebrnym – 439[11].

### Okres 1806–1815

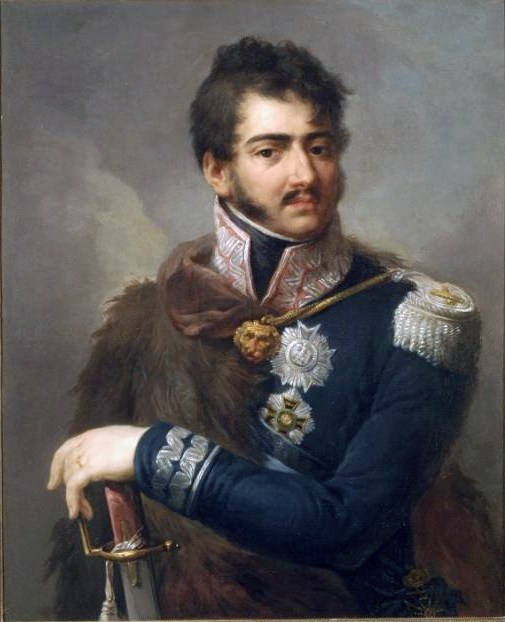
Książę Józef Poniatowski z Krzyżem Wielkim Virtuti Militari jako wódz naczelny wojsk Księstwa Warszawskiego (ok. 1810), mal. Józef Grassi

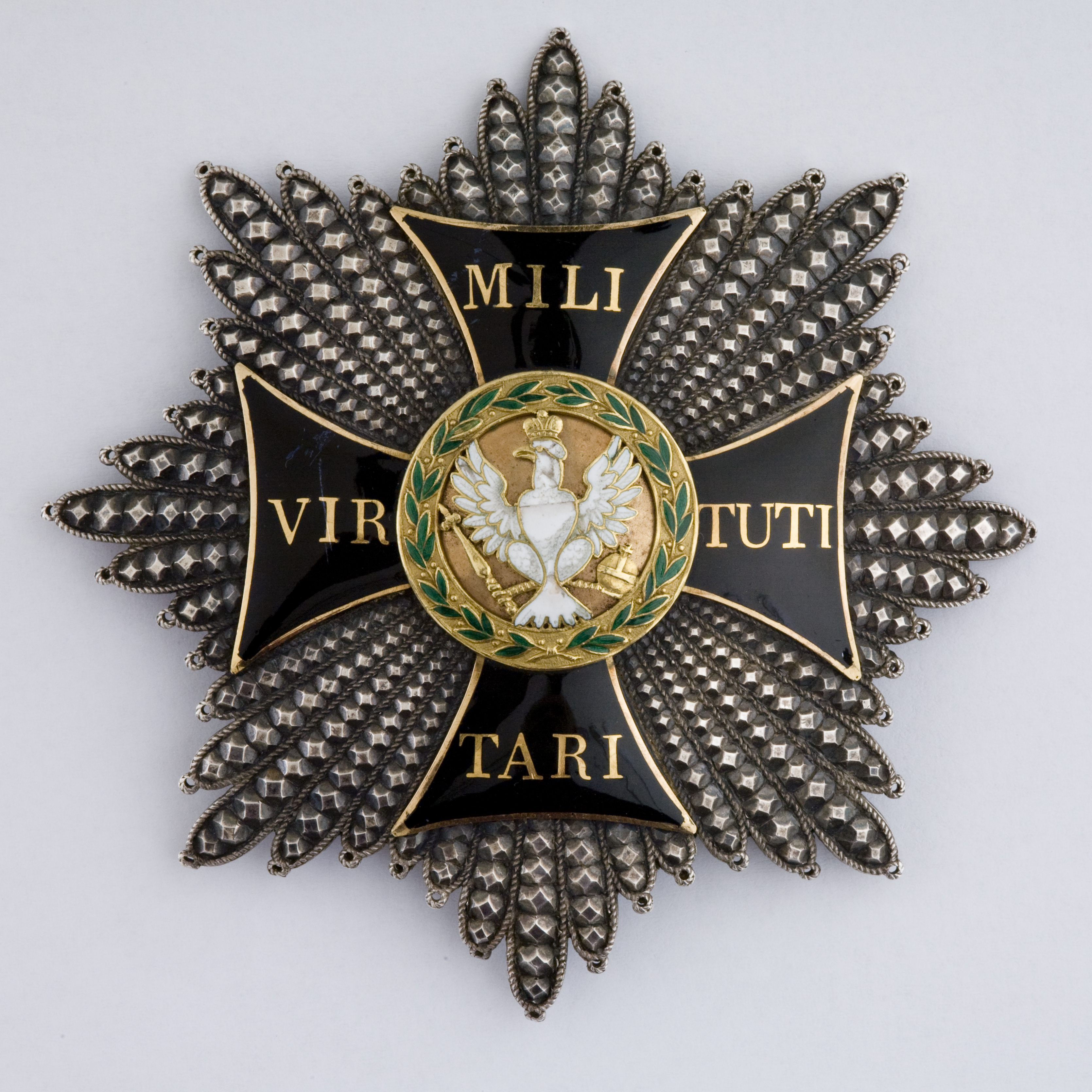
Gwiazda do Krzyża Wielkiego Virtuti Militari księcia Józefa Poniatowskiego z 1809 roku

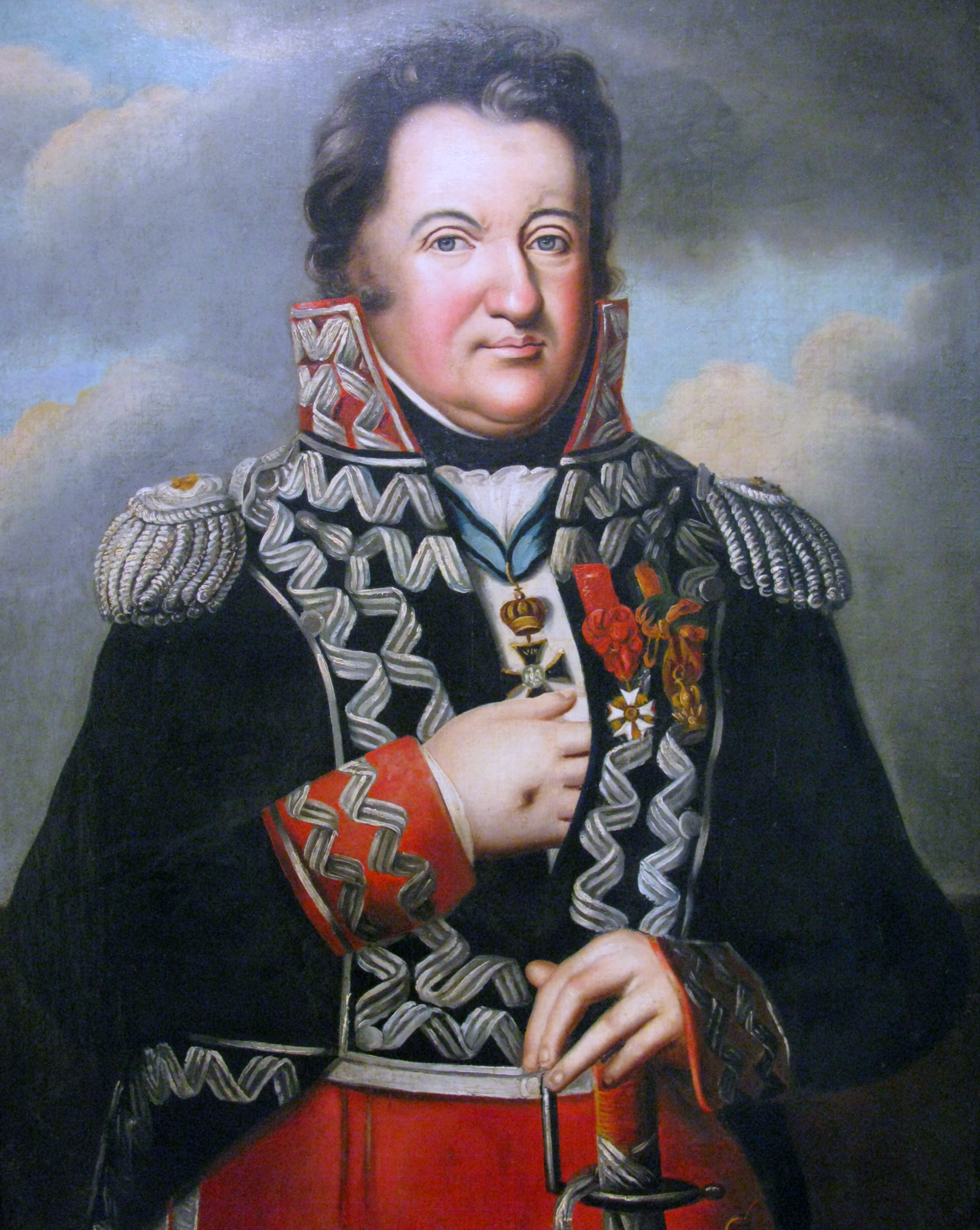
Generał Jan Henryk Dąbrowski z krzyżem Virtuti Militari

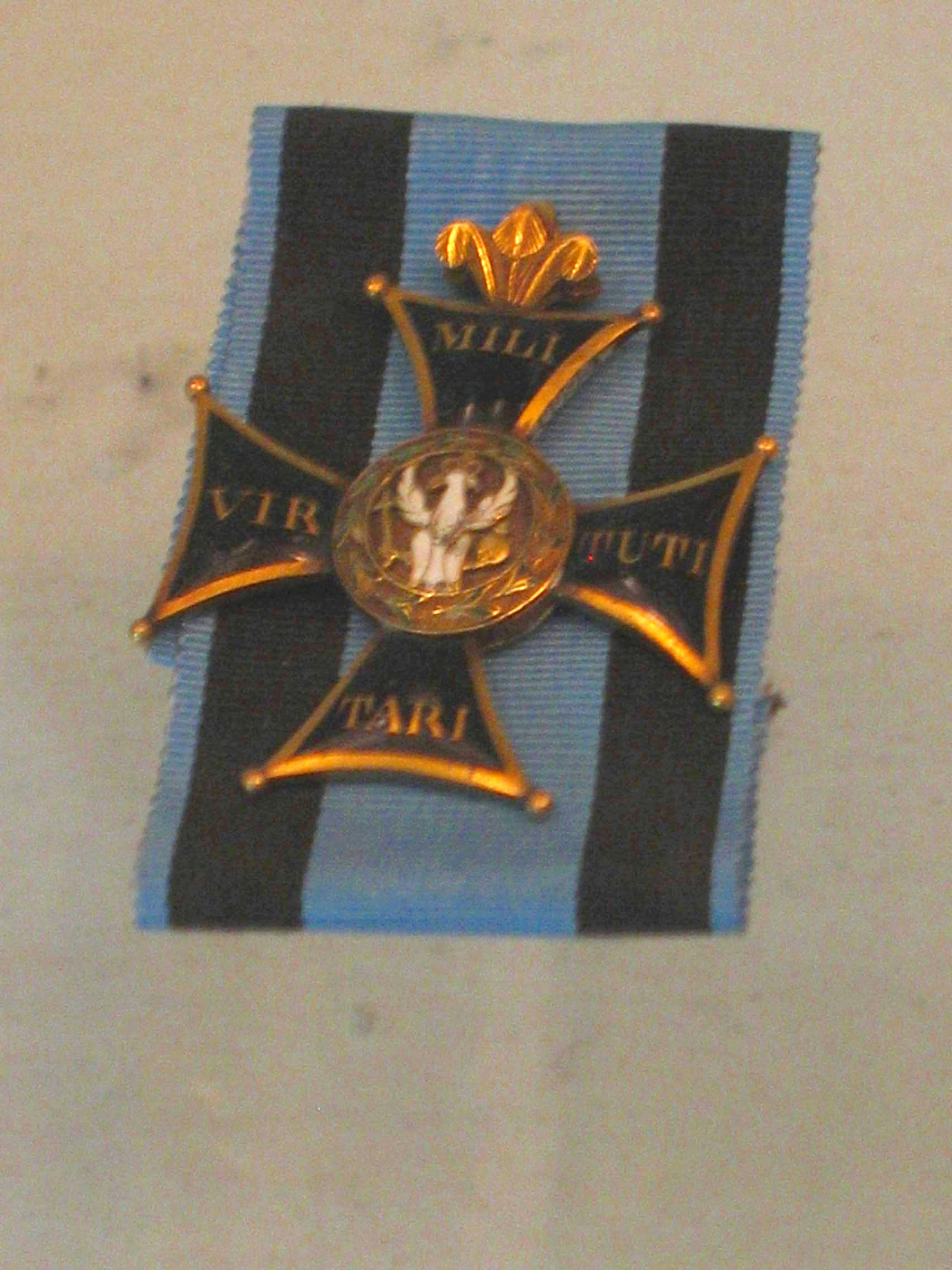
Krzyż Komandorski Orderu VM Jana Henryka Dąbrowskiego z 1808

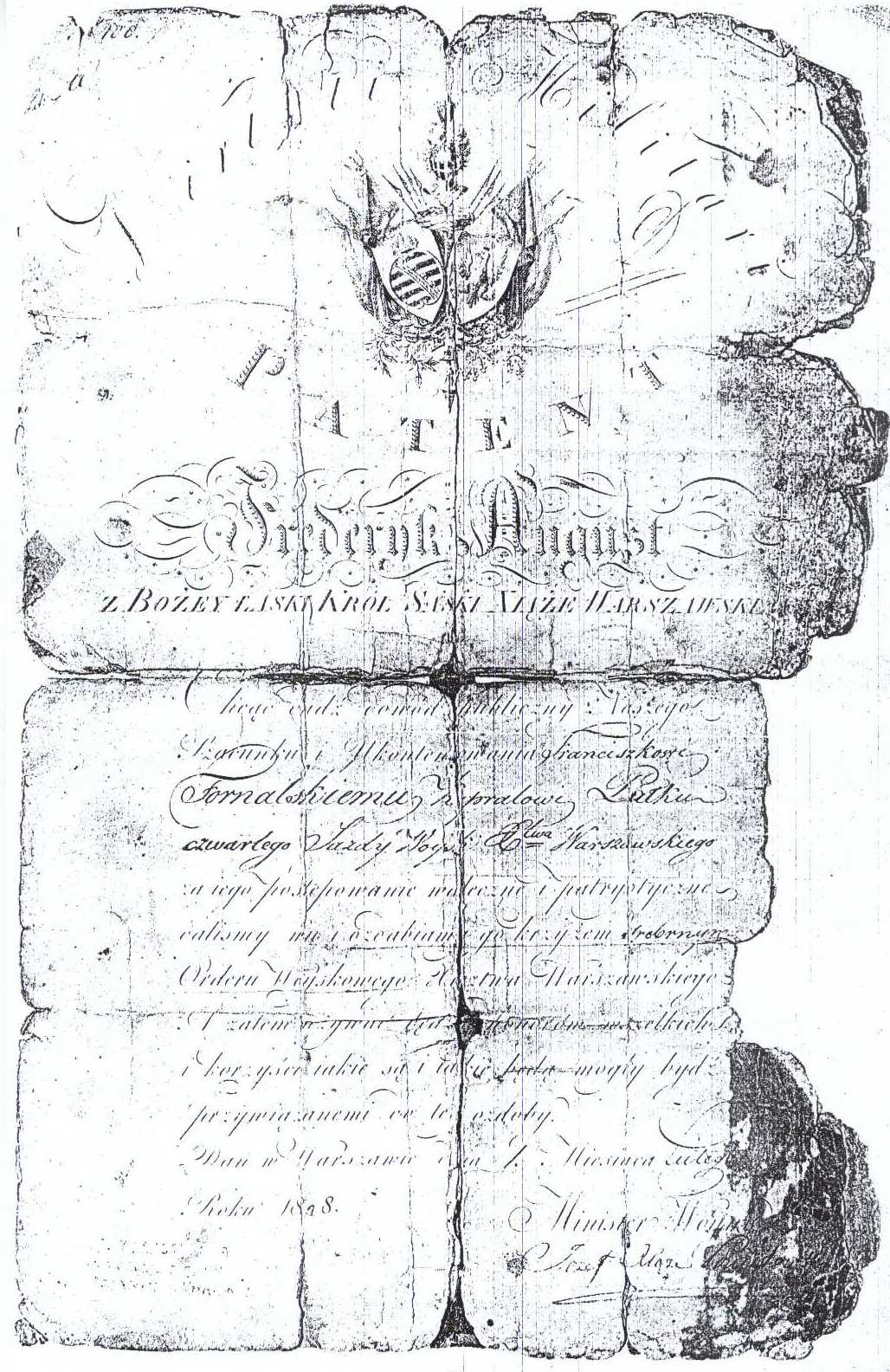
Patent Virtuti Militari Franciszka Fornalskiego z 1808, podpisany przez ks. Józefa Poniatowskiego

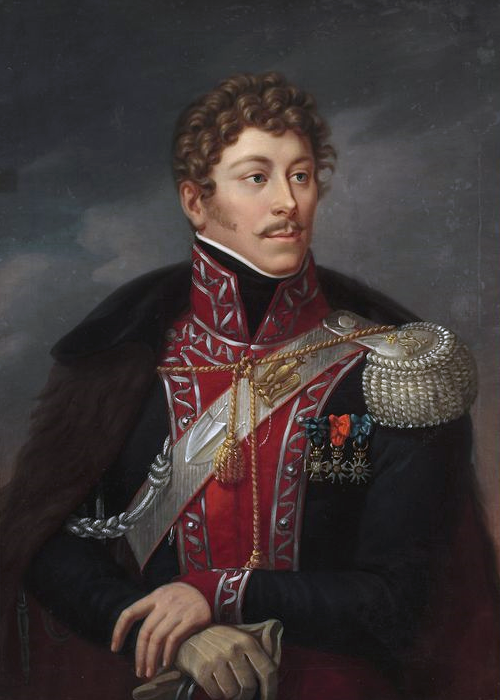
Jan Leon Kozietulski z Virtuti Militari, dowódca zwycięskiej szarży szwoleżerów Gwardii w bitwie pod Somosierrą w 1808 roku

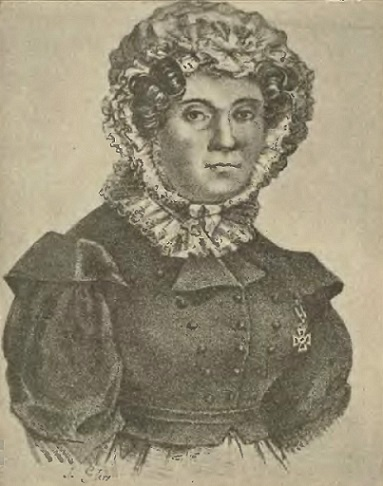
Joanna Żubr, pierwsza kobieta odznaczona orderem Virtuti Militari w czasie wojny polsko-austriackiej w 1809 roku

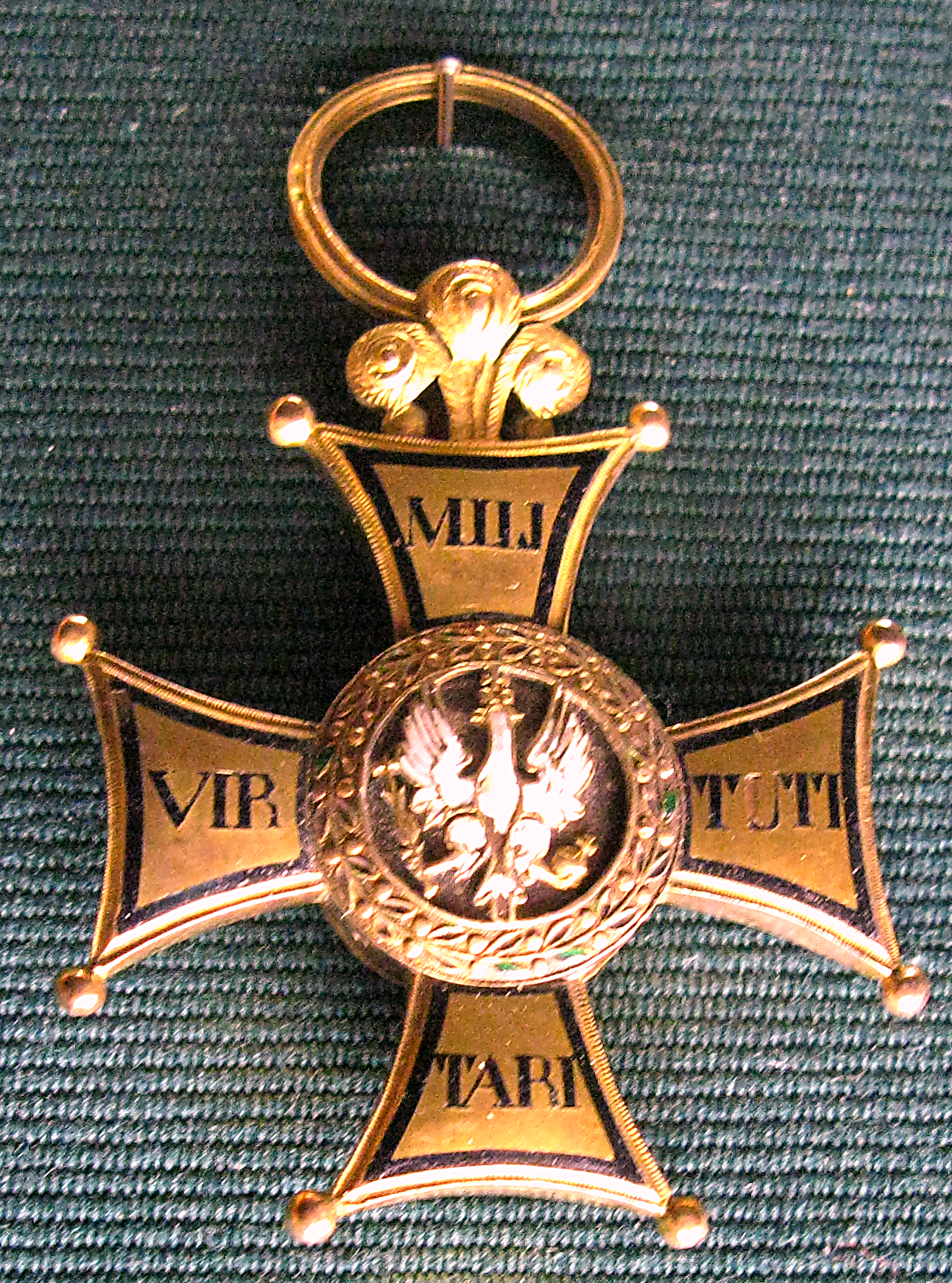
Krzyż Złoty Orderu VM Michała Pełczyńskiego z 1813

W 1806 roku generał lejtnant ks. Józef Poniatowski rozpoczął starania o przywrócenie w oddziałach polskich walczących w wojskach napoleońskich polskiego orderu wojennego. Miano go rozpocząć nadawać za udział w kampaniach włoskiej, francuskiej i polskiej w latach 1806–1807, lecz dopiero 26 grudnia 1806 roku dekret króla saskiego i księcia warszawskiego Fryderyka Augusta otworzył drogę do jego nadawania.
Wówczas to ostatecznie ustalił się obowiązujący do dziś podział orderu:
- I klasa – Krzyż Wielki (z gwiazdą),
- II klasa – Krzyż Komandorski,
- III klasa – Krzyż Kawalerski,
- IV klasa – Krzyż Złoty,
- V klasa – Krzyż Srebrny.

W myśl statutu order otrzymał nazwę „Order Wojskowy Księstwa Warszawskiego”. Statut początkowo określał, że ordery wyższych klas otrzymywali automatycznie oficerowie w zależności od rangi. Krzyż Komandorski (II klasa) otrzymywał generał dywizji, Krzyż Kawalerski (III klasa) – generał brygady, pułkownik i major.
Poszczególni dowódcy mogli przyznawać określone ordery swoim oficerom i żołnierzom – były to krzyże III, IV i V klasy. Dowódcy otrzymali: dowódcy Legii – 6 Krzyży Kawalerskich, 3 Krzyże Złote, pułku piechoty – 4 Krzyże Kawalerskie, 4 Krzyże Złote, 6 Krzyży Srebrnych, dowódca batalionu artylerii – 2 Krzyże Kawalerskie, 2 Krzyże Złote, 3 Krzyże Srebrne. Ponadto minister wojny Księstwa Warszawskiego miał w dyspozycji 6 Krzyży Kawalerskich i 6 Krzyży Złotych.
Również Fryderyk August jako książę warszawski mógł nadawać order bez żadnych ograniczeń. Po pierwszym okresie nadawania orderu ten sposób nadawania orderów niejako automatycznie został zmieniony i od rozkazu z 22 lutego 1808 roku ministra wojny Księstwa Warszawskiego, ks. Józefa Poniatowskiego, zaczęto go nadawać za konkretne jednostkowe czyny bohaterskie na polu walki. 10 października 1812 roku został wydany w sprawie orderu ostatni dekret, w myśl którego każdy podoficer i szeregowy odznaczony Krzyżem Złotym lub Srebrnym miał prawo pobierać roczną pensję, do czasu awansu na oficera, lub w przypadku zwolnienia ze służby wojskowej – dożywotnio.
W okresie Księstwa Warszawskiego wykształcił się również sposób nadawania i wręczania orderu jako szczególnej uroczystości odbywającej się przed frontem jednostki, w której służy odznaczony żołnierz.
W sumie w okresie Księstwa Warszawskiego nadano łącznie 2569 orderów Virtuti Militari, w tym:
- I klasy – Krzyż Wielki – 2,
- II klasy – Krzyż Komandorski – 10,
- III klasy – Krzyż Kawalerski – 504,
- IV klasy – Krzyż Złoty – 923,
- V klasy – Krzyż Srebrny – 1130.

Krzyżem Wielkim odznaczono:
1. gen. księcia Józefa Antoniego Poniatowskiego (25 lutego 1809),
2. marszałka Francji Louisa Nicolasa Davouta (22 marca 1809).

Krzyżem Komandorskim odznaczono:
1. gen. dyw. Józefa Zajączka (1 lutego 1808),
2. gen. dyw. Jana Henryka Dąbrowskiego (6 marca 1808),
3. gen. bryg. Stanisława Fiszera (22 sierpnia 1809),
4. gen. bryg. Michała Sokolnickiego (22 sierpnia 1809),
5. gen. bryg. Aleksandra Rożnieckiego (22 sierpnia 1809),
6. gen. bryg. Józefa Grzegorza Chłopickiego (26 listopada 1810),
7. gen. dyw. Karola Kniaziewicza (17 listopada 1812),
8. gen. bryg. Amilkara Kosińskiego (17 listopada 1812),
9. gen. bryg. Ludwika Michała Paca (1 października 1813),
10. gen. bryg. Mikołaja Bronikowskiego (data nieustalona).

Joanna Żubr, sierż. piechoty z 4 kompanii 2 batalionu 2 Pułku Piechoty Legionów, była pierwszą kobietą, która została odznaczona orderem Virtuti Militari. Otrzymała ona odznaczenie V klasy – Medal Srebrny za udział w szturmie Zamościa w dniach 19–20 maja 1809 roku.

### Okres 1815–1831

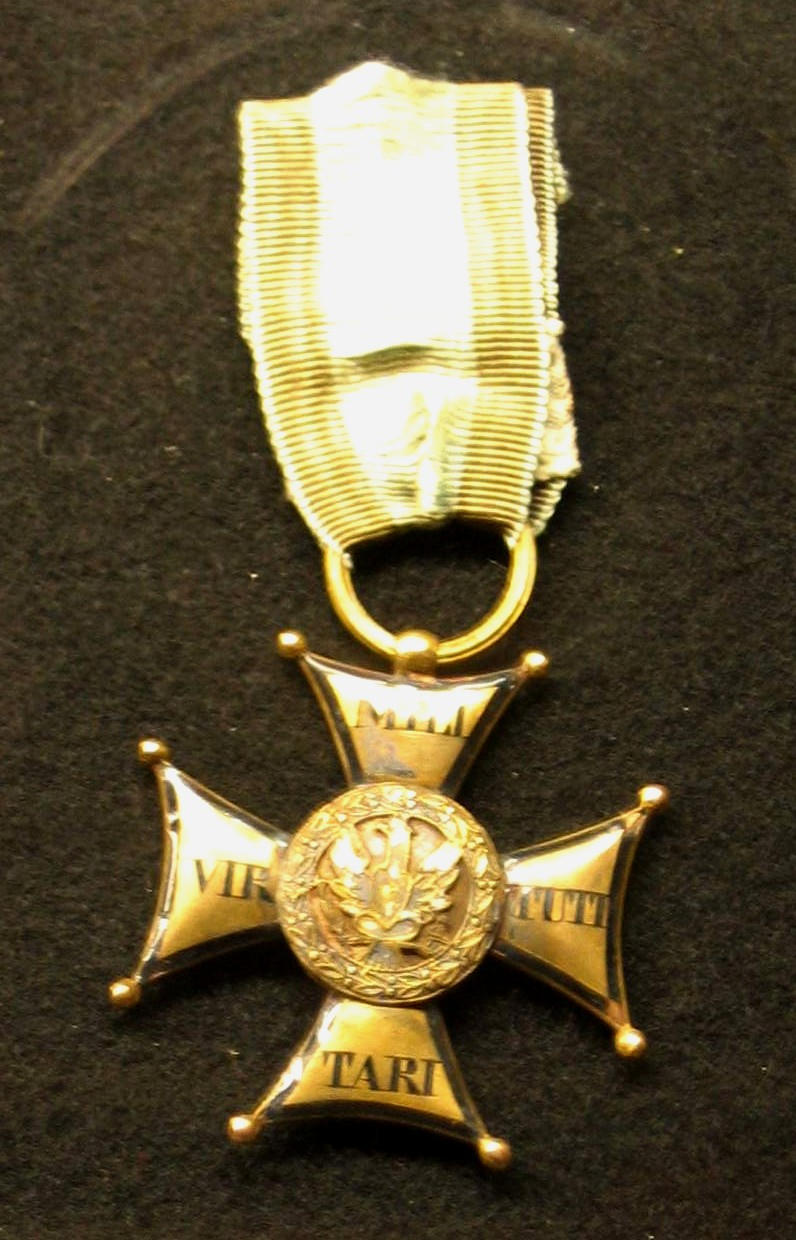
Krzyż Orderu Virtuti Militari z roku 1815

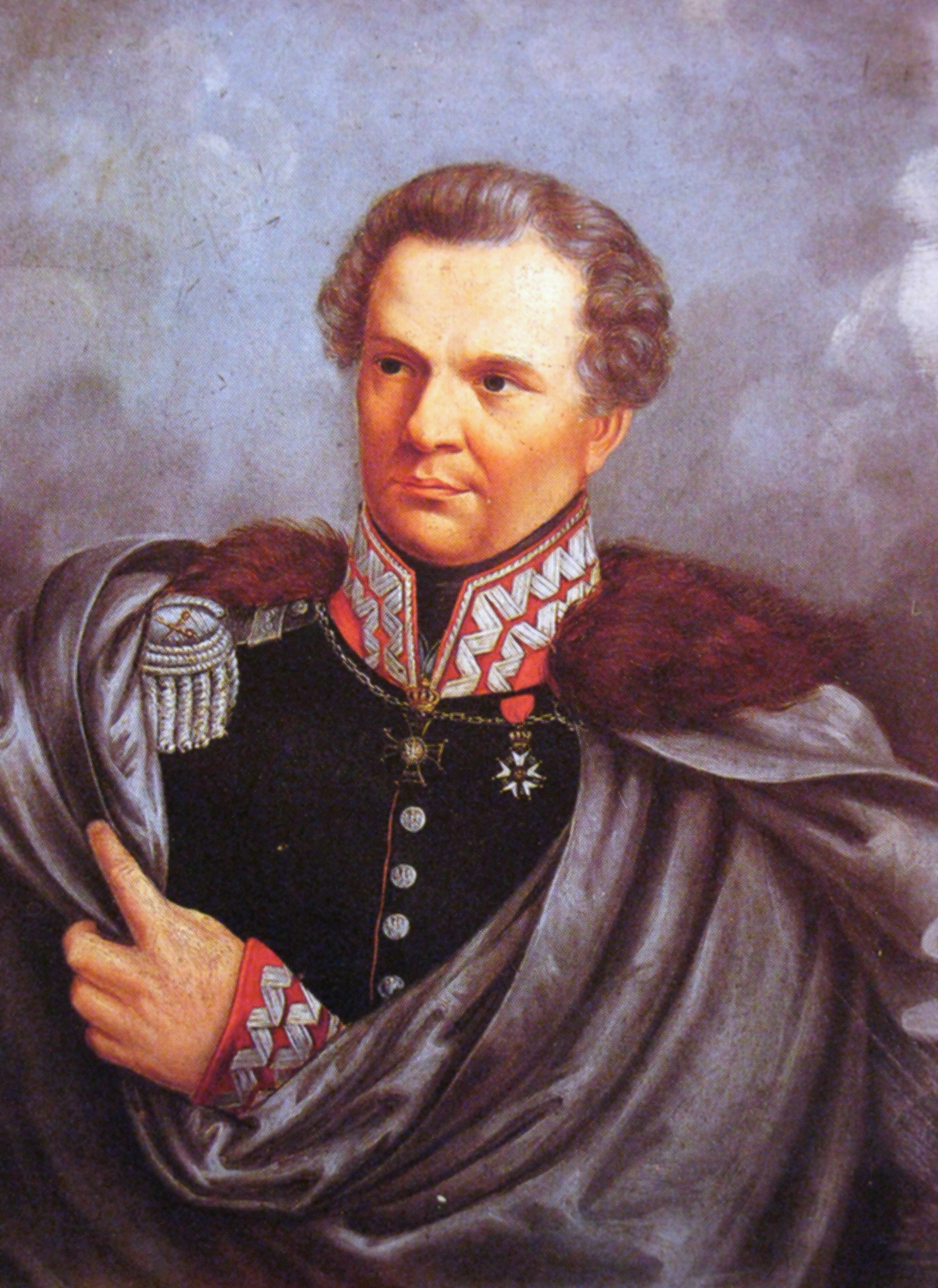
Jan Zygmunt Skrzynecki, wódz naczelny powstania listopadowego z orderami Virtuti Militari i Legią Honorową

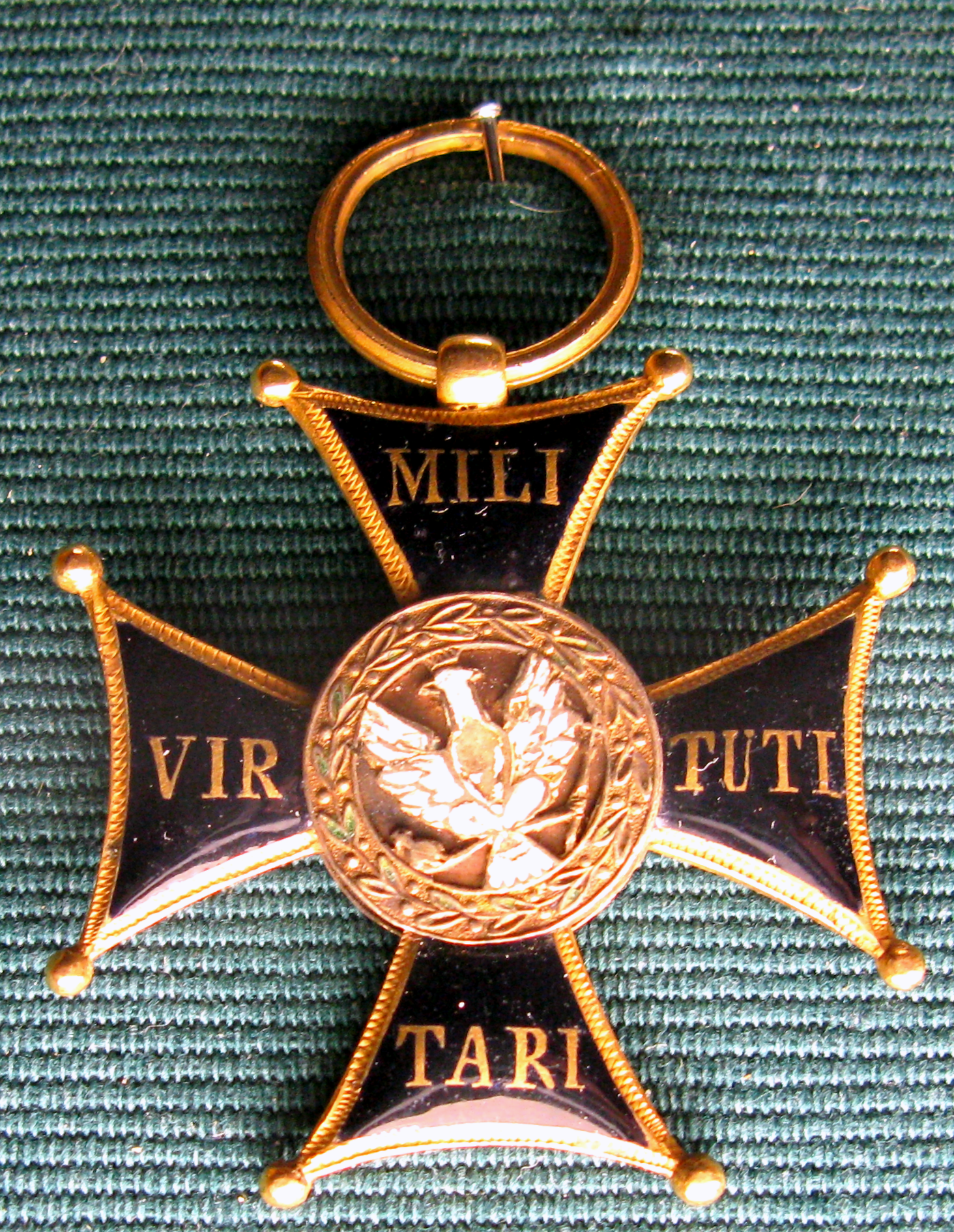
Krzyż Kawalerski Orderu Virtuti Militari z 1831

Po utworzeniu Królestwa Polskiego na mocy art. 160 Konstytucji Królestwa Polskiego Ordery polskie cywilne i wojskowe, to jest Orła Białego, Świętego Stanisława i Krzyża Wojskowego, są zachowane order przy zachowaniu statutu otrzymał nazwę Order Wojskowy Polski. W myśl jego statutu nadawano ten order uczestnikom kampanii 1812, 1813 i 1814. Wnioski w sprawie orderów rozpatrywała specjalna Komisja Rządowa Wojny. Według art. 44 Konstytucji nadawanie orderów należało do króla. Na mocy dekretu z 5 czerwca 1817 roku utrzymano przywilej dożywotniej pensji dla podoficerów i szeregowych a dodatkowo oficer odznaczony tym medalem nabywał prawo do uzyskania szlachectwa. W sumie nadano 1213 orderów, a proces nadawania zakończono około roku 1820.
Po wybuchu powstania listopadowego wznowiono nadawanie orderu, który otrzymał uchwałą Sejmu z 19 lutego 1831 roku nazwę Order Virtuti Militari. Pierwsze nadanie orderu nastąpiło 3 marca 1831 roku, a ostatnie najprawdopodobniej w październiku 1831 roku, gdyż ostatni naczelny dowódca powstania listopadowego gen. dyw. Maciej Rybiński nadawał ordery na emigracji już po upadku powstania. Po klęsce powstania car Rosji Mikołaj I zniósł order, ustanawiając 31 grudnia 1831 roku Polski Znak Honorowy, którego odznaka była kopią Orderu Virtuti Militari, lecz nie było to odznaczenie w rozumieniu orderu wojennego, a już na pewno nie polskie.

Rozkazem z 12 stycznia 1832 roku cesarz Mikołaj I zdegradował Order Virtuti Militari do rangi rosyjskiej odznaki Polska Odznaka Zaszczytna za Zasługi Wojenne, którą nadano w liczbie ponad 100 tysięcy uczestnikom tłumienia powstania listopadowego. Cesarz tak uzasadnił utworzenie nowej odznaki: 

„Aby upamiętnić wyjątkowe zasługi Naszej armii w czasie działań wojennych przeciw polskim buntownikom, uznałem za rzecz sprawiedliwą przyznać wszystkim żołnierzom uczestniczącym bezpośrednio w tych działaniach Odznakę Zaszczytną za Zasługi Wojenne, która należy do Królestwa Polskiego, oraz ustanowić na wstążce jej, lecz starszy od niej medal na pamiątkę poskromienia Warszawy”.

Ustanowiony przez Mikołaja I po upadku powstania listopadowego Medal za Wzięcie Szturmem Warszawy w 1831 roku noszony był na wstędze orderowej Orderu Wojskowego Polski.
W okresie powstania listopadowego uhonorowano ogółem 3863 osoby, w tym:
- II klasy – Krzyżem Komandorskim – 1
- III klasy – Krzyżem Kawalerskim – 105
- IV klasy – Krzyżem Złotym – 1794
- V klasy – Krzyżem Srebrnym – 1963

Jedyny Krzyż Komandorski otrzymał gen. dyw. Jan Skrzynecki za bitwy pod Wawrem i Dębem Wielkim. Uhonorowano także dwie kobiety Krzyżami Srebrnymi (V klasy): Józefę Kluczycką – st. asystenta chirurga 10 Pułku Piechoty Liniowej (późniejszą żonę kapitana Daniela Rostkowskiego) oraz Bronisławę Czarnowską – kadeta z 1 Pułku Jazdy Augustowskiej. Order otrzymał także m.in. syn Napoleona I i Walewskiej – Aleksander Colonna-Walewski.
Około 1000 orderów zostało przyznanych w okresie od 11 do 28 listopada 1831, już po kapitulacji Warszawy, gdy nie prowadzono walk; nadań dokonał ostatni wódz naczelny gen. Maciej Rybiński, który szafując tymi nadaniami i awansami chciał zaskarbić sobie sympatię wojska.
Lista osób odznaczonych w powstaniu listopadowym została opublikowana w książce: Xięga Pamiątkowa w 50-letnią rocznicę powstania roku 1830; zawierająca spis imienny dowódzców i sztabs-oficerów tudzież oficerów, podoficerów i żołnierzy Armii Polskiej w tymż roku krzyżem wojskowym „Virtuti Militari” ozdobionych.

### Okres 1918–1939

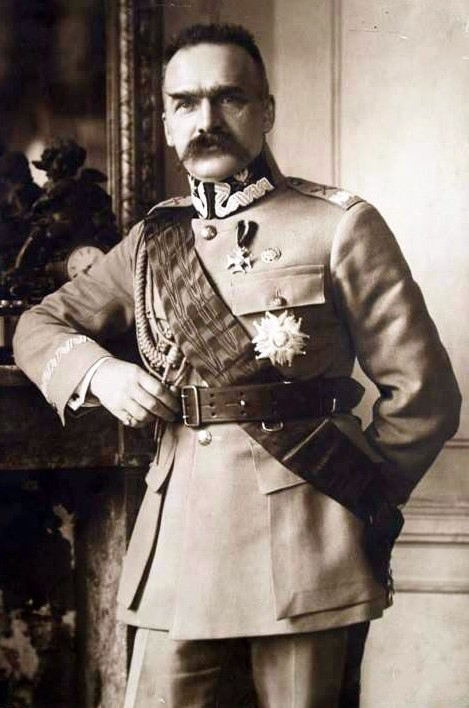
Józef Piłsudski jako Naczelnik Państwa w 1921 roku z orderem wojskowym Virtuti Militari

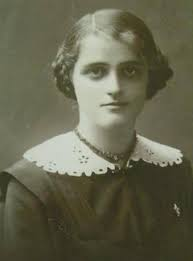
Teresa Grodzińska, sanitariuszka zamordowana w czasie wojny polsko-bolszewickiej, pierwsza kobieta w II RP odznaczona krzyżem Virtuti Militari (pośmiertnie)

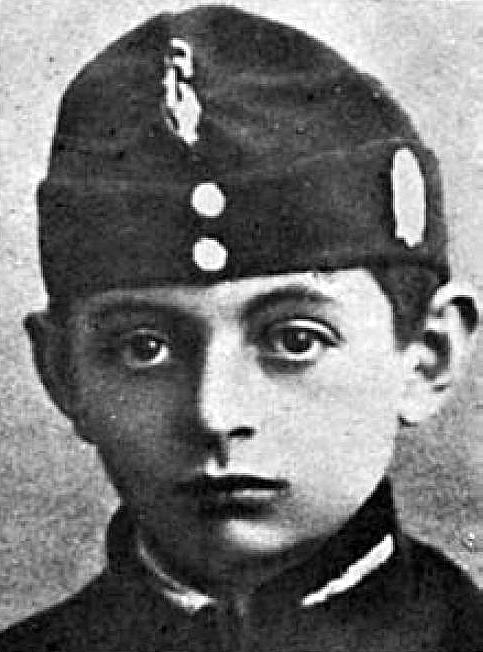
13-letni Antoś Petrykiewicz, obrońca Lwowa, najmłodszy w historii kawaler Orderu Virtuti Militari (pośmiertnie).

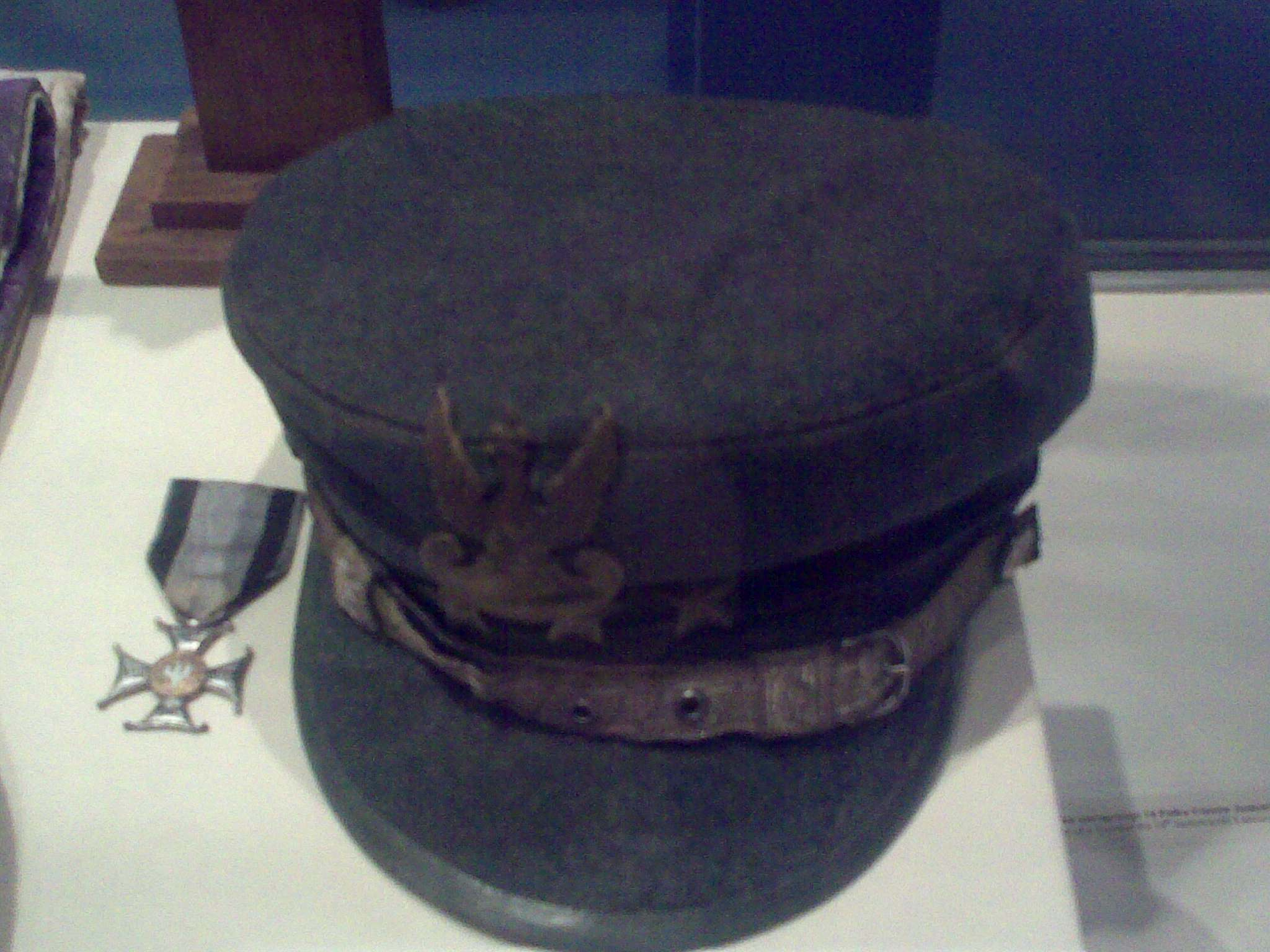
Czapka wojskowa i Order Virtuti Militari księdza Ignacego Skorupki, kapelana Wojska Polskiego, który zginął pod Ossowem w czasie Bitwy Warszawskiej.

Po odzyskaniu niepodległości w 1918, Sejm Ustawodawczy Rzeczypospolitej Polskiej na mocy Ustawy z dnia 1 sierpnia 1919 roku o ustanowieniu orderu wojskowego „Virtuti Militari” wskrzesił order ustanowiony w 1792 roku przez króla Polski Stanisława Augusta Poniatowskiego, nadając mu nazwę Orderu Wojskowego Virtuti Militari. Zgodnie z ustawą przywrócone zostało dawne znaczenie orderu jako nagrody [...] czynów wybitnego męstwa i odwagi, dokonanych w boju i połączonych z poświęceniem się dla dobra Ojczyzny[...]. Restytuowany order zachował dawny, wprowadzony w okresie Księstwa Warszawskiego, podział na pięć klas oraz ich nazwy. W ustawie określono podstawowe parametry orderu, zasady jego noszenia, kwalifikacje czynów, za które żołnierze mogli otrzymać poszczególne klasy orderu oraz prawa i przywileje odznaczonych.
W ustawie ustalono, że żołnierz mógł otrzymać order poszczególnej klasy za następujące czyny:
- Krzyż Wielki z Gwiazdą – I klasy – wódz za zwycięstwo w walnej bitwie, zakończonej zupełną porażką nieprzyjaciela lub za bohaterską obronę, która rozstrzygnęła o losach operacji strategicznych;
- Krzyż Komandorski – II klasy – dowódca za zwycięstwo taktyczne lub mężną i skuteczną obronę trudnej pozycji;
- Krzyż Kawalerski – III klasy – oficer, podoficer lub szeregowy, posiadający już Krzyż Złoty (IV klasy) za umiejętne kierowanie oddziałem, połączone z czynem wybitnego męstwa i z narażeniem życia;
- Krzyż Złoty – IV klasy – oficer, za umiejętne dowodzenie oddziałem, połączone z osobistym czynem wybitnego męstwa i z narażeniem życia lub podoficer względnie szeregowy, posiadający już Krzyż Srebrny (V klasy) za czyn wybitnego męstwa, połączony z narażeniem życia;
- Krzyż Srebrny – V klasy – oficer, podoficer lub szeregowy za czyn wybitnego męstwa, połączony z narażeniem życia.

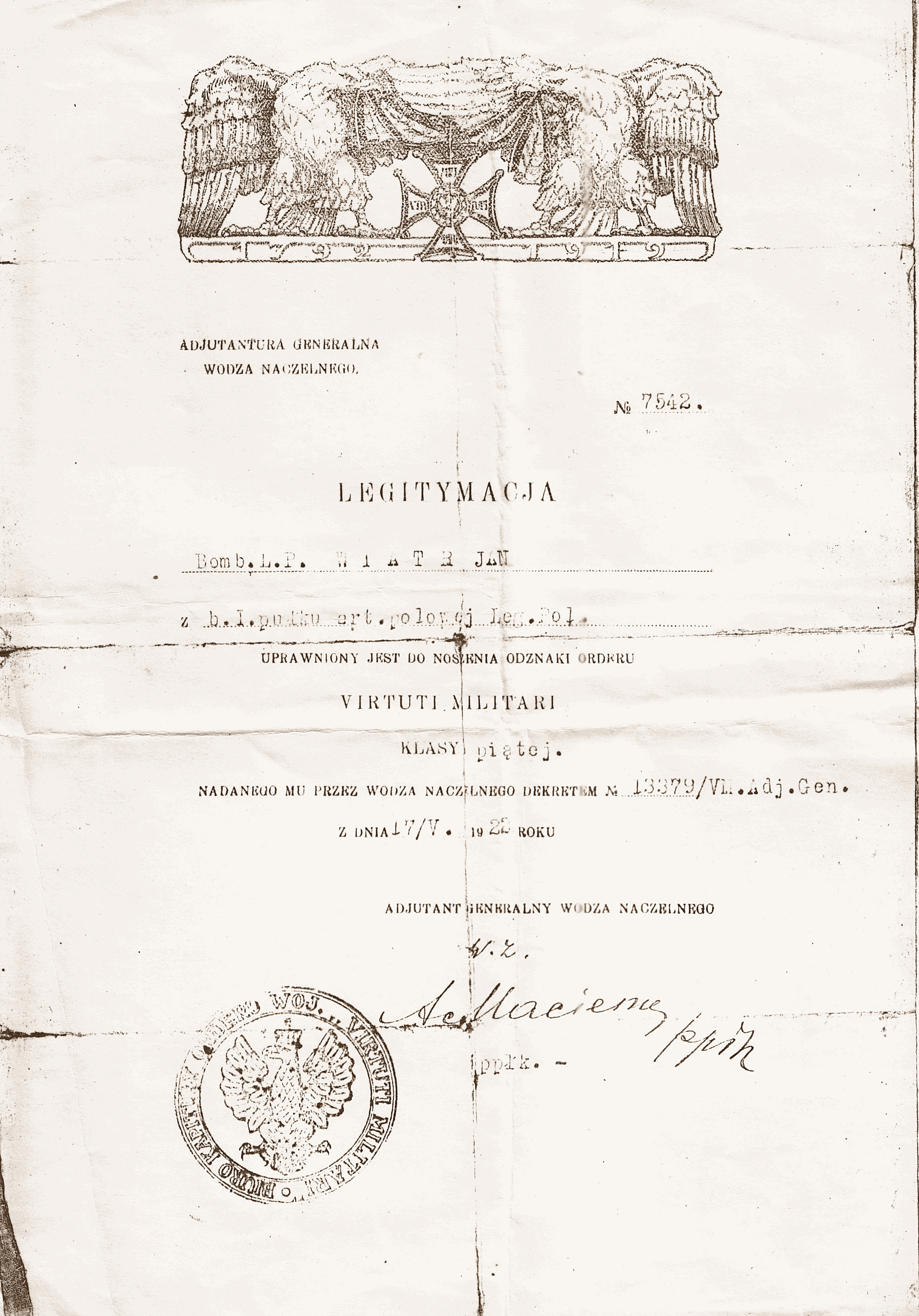
Virtuti Militari, dokument przyznania legitymacji i uprawnień.

Sejm Rzeczypospolitej Polskiej postanowił m.in. że każdy odznaczony orderem (bez względu na klasę i inne pobory otrzymywane z tytułu wykonywanej pracy) będzie otrzymywał dożywotnio roczną pensję orderową w wysokości 300 zł (w tej wysokości była wypłacana do 1939 roku). Ponadto przyznano im przywilej pierwszeństwa przy przydziale ziemi, przy obejmowaniu posad rządowych, przy przyjmowaniu do zakładów dla inwalidów oraz uzyskiwaniu dla dzieci miejsc stypendialnych w rządowych placówkach oświatowych i zakładach wychowawczych. Kawalerowie orderu Virtuti Militari mieli także prawo do honorów ze strony wojskowych równych stopniem, a nieposiadających orderu. Podoficerowie i szeregowi odznaczeni Krzyżem Złotym zgodnie z art. 6 ustawy mieli prawo awansowania na stopień oficerski, o ile posiadali odpowiednie kwalifikacje. Awansowani na tych warunkach podoficerowie i szeregowi zachowywali wszystkie prawa oficerów służby czynnej. Jednakże byli zobowiązani w ciągu roku po zakończeniu wojny złożyć stosowny egzamin na stopień oficera rezerwy. Prawo do awansowania dzięki otrzymaniu Krzyża Złotego zostało zmienione w Ustawie z dnia 25 marca 1933 r. o orderze wojennym "Virtuti Militari". Zgodnie z art. 7 tej ustawy podoficer odznaczony Krzyżem Złotym może być mianowany podporucznikiem, a szeregowiec – sierżantem.
Wszyscy odznaczeni Orderem Virtuti Militari tworzyli zgodnie z Ustawą braterski zespół pod nazwą „Zgromadzenie Kawalerów Orderu Virtuti Militari” z Kanclerzem Orderu i Kapitułą na czele. Kapitułę tworzyło dwunastu najstarszych kolejnością kawalerów czterech klas starszych (po trzech z każdej klasy). Przewodniczącym Kapituły z tytułem Kanclerza mógł być najstarszy klasą i kolejnością kawaler orderu (był nim marszałek Józef Piłsudski, jako jedyny Polak odznaczony Krzyżem Wielkim z Gwiazdą). Decyzja o nadaniu orderu od 1920 roku należała do Naczelnika Państwa, przy czym I, II i III klasę nadawał on na wniosek Kapituły, a klasy IV i V – na wniosek dowództwa dywizji (samodzielnych jednostek szczebla taktycznego). Ustawa z 1919 roku ustanowiła Święto Orderu na dzień 3 maja.
1 stycznia 1920 roku Naczelnik Państwa i Wódz Naczelny Józef Piłsudski powołał pierwszą Tymczasową Kapitułę Orderu, w skład której weszli:
1. Pierwszy Marszałek Polski Józef Piłsudski – przewodniczący,
2. generał broni Józef Haller – zastępca przewodniczącego, dowódca Frontu Pomorskiego,
3. generał porucznik Wacław Iwaszkiewicz – dowódca Frontu Podolskiego,
4. generał podporucznik Jan Romer – dowódca 13 Dywizji Piechoty,
5. generał podporucznik Bolesław Roja – dowódca Okręgu Generalnego „Kielce”,
6. generał podporucznik Edward Śmigły-Rydz – dowódca Grupy,
7. generał podporucznik Franciszek Latinik – dowódca Frontu Śląskiego,
8. pułkownik Mieczysław Kuliński – I zastępca szefa Sztabu Generalnego,
9. pułkownik Stanisław Skrzyński – dowódca Dywizji Pomorskiej,
10. major Mieczysław Mackiewicz – dowódca pułku suwalskiego,
11. kapitan Andrzej Kopa,
12. kapitan Adam Koc z Oddziału II Sztabu Generalnego[26].

Jednocześnie Naczelny Wódz nadał wszystkim członkom kapituły Order klasy V.

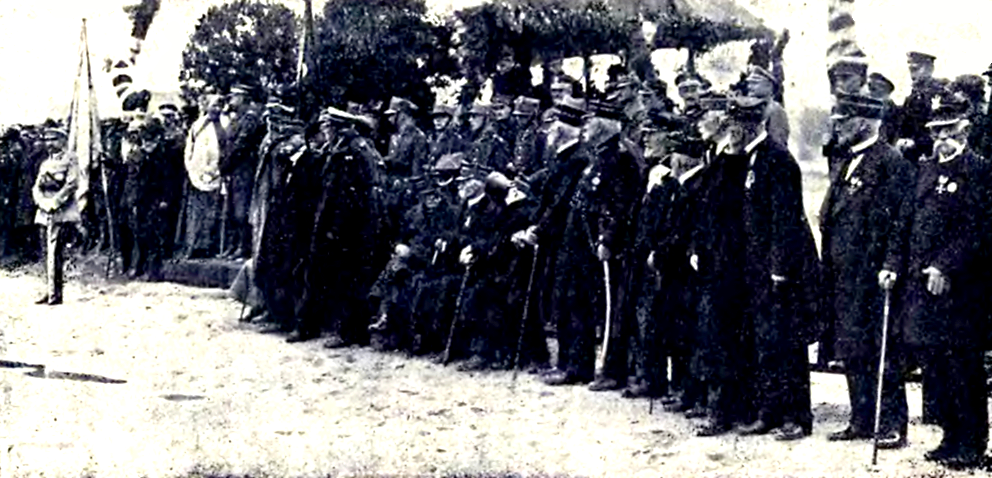
Nadanie Orderów Virtuti Militari żyjącym weteranom powstania styczniowego przez Naczelnika Państwa Józefa Piłsudskiego na stokach Cytadeli Warszawskiej, 5 sierpnia 1921

22 stycznia 1920 w rocznicę wybuchu powstania styczniowego odbyła się pierwsza dekoracja Krzyżami Srebrnymi, uhonorowano nimi wtedy wszystkich członków kapituły. Najmłodszym kawalerem tego orderu zostało wówczas pośmiertnie 13-letnie Orlę Lwowskie Antoni Petrykiewicz. Przyznawanie Orderu Virtuti Militari za bezpośredni udział w walkach o niepodległość w latach 1914–1920 rozpoczęto w sierpniu 1920 roku. W gronie pierwszych wyróżnionych znaleźli się m.in. amerykański lotnik podporucznik Edwin Noble, członek legendarnej 7 Eskadry Kościuszkowskiej, major Bernard Mond, dowódca 205 Pułku Ochotniczego, oraz kapelan ks. Ignacy Skorupka. Srebrnymi Krzyżami Virtuti Militari uhonorowano również miasto Lwów za niezwykłą odwagę w latach 1918–1920 oraz kobiecy oddział Polskiej Organizacji Wojskowej. Następne nadania odbywały się w kolejnych latach. Ostatecznie w 1923 roku przyznawanie orderów zakończono.
24 listopada 1922 powołano nową Kapitułę Orderu w składzie:
1. Pierwszy Marszałek Polski Józef Piłsudski, odznaczony orderem I, II i V klasy,
2. gen. broni Zygmunt Zieliński, odznaczony orderem II i V klasy,
3. gen. broni Tadeusz Rozwadowski, odznaczony orderem II i V klasy,
4. gen. broni Stanisław Szeptycki, odznaczony orderem II i V klasy,
5. gen. dyw. Edward Rydz-Śmigły, odznaczony orderem II i V klasy,
6. gen. dyw. Stanisław Haller, odznaczony orderem II i V klasy,
7. gen. dyw. Jan Romer, odznaczony orderem II i V klasy,
8. płk Stefan Dąb-Biernacki, odznaczony orderem III, IV i V klasy,
9. ppłk Gustaw Paszkiewicz, odznaczony orderem III, IV i V klasy,
10. mjr Zygmunt Piasecki, odznaczony orderem IV i V klasy,
11. ppłk Kazimierz Rybicki, odznaczony orderem IV i V klasy,
12. sierż. Kazimierz Sipika, odznaczony orderem IV i V klasy,
13. sierż. Stanisław Jakubowicz, odznaczony orderem IV i V klasy.

W 1922 Naczelnik Państwa J. Piłsudski przeznaczył cesarzowi Japonii Yoshihito do rozporządzenia dla armii japońskiej 51 krzyży Orderu VM.
Po 1926 odznaczeni musieli nosić pełne odznaki orderu, nawet na mundurze polowym.
25 marca 1933 roku Sejm Rzeczypospolitej Polskiej uchwalił nową Ustawę o orderze wojennym „Virtuti Militari”, którą ogłoszono 8 maja tegoż roku. Ustawa utrzymała podział na pięć klas, przeniosła Święto Orderu na 11 listopada oraz zmieniła jego nazwę na order wojenny „Virtuti Militari” (a nie jak dotychczas: „wojskowy”). Nadanie orderu uprawniało odznaczonego do tytułu kawalera orderu „Virtuti Militari” danej klasy. Wprowadzone zostały zmiany w wyglądzie odznak orderowych, precyzyjniej określono warunki przyznawania poszczególnych klas orderu, uzależnione od funkcji odznaczonego i kwalifikacji czynu.
Poszczególne klasy orderu mogły być przyznawane w następujący sposób:
- Krzyż Wielki – I klasa – mógł otrzymać naczelny wódz za zwycięską wojnę, wyjątkowo już po jej zwycięskim zakończeniu dowódca armii lub wyższy dowódca za całokształt pracy wojennej przy wykazaniu się wybitnymi wynikami w poszczególnych kampaniach;
- Krzyż Komandorski – II klasa – mógł otrzymać dowódca armii albo wyższy dowódca, wyjątkowo dowódca grupy, dywizji lub równorzędny, za śmiałe i pełne inicjatywy prowadzenie operacji wojennej, mając duże znaczenie dla przebiegu wojny jak również oficerowi, który przyczynił się wybitnie do rozstrzygającego zwycięstwa;
- Krzyż Kawalerski – III klasa – mógł być nadany dowódcy oddziału do dowódcy armii włącznie za nadzwyczajne czyny bojowe lub wybitną inicjatywę, połączoną z umiejętnym i skutecznym dowodzeniem, a wyjątkowo mógł być przyznany oficerowi sztabu za współpracę z dowódcą, jeżeli ta współpraca przyczyniła się do rozstrzygającego zwycięstwa w bitwie;
- Krzyż Złoty – IV klasa – mógł być nadany żołnierzowi, który posiadał już Krzyż Srebrny (w wyjątkowych przypadkach ten warunek mógł być pominięty) za umiejętne i skuteczne dowodzenie oddziałem do dywizji włącznie lub za wybitną inicjatywę, zapewniającą duży sukces bojowy;
- Krzyż Srebrny – V klasa – mógł być nadany dowódcy za śmiały i pełen inicjatywy czyn bojowy połączony ze skutecznym i umiejętnym dowodzeniem, a także żołnierzowi, który swoim przykładem wpłynął na towarzyszy, doprowadzając ich do wybitnego czynu bojowego lub sam dał przykład niezwykłego męstwa. Krzyżem Srebrnym mogły być także odznaczane za niezwykłe męstwo osoby cywilne, oddziały, miasta i inne zbiorowości.

Prawo nadawania orderu w czasie wojny przysługiwało Wodzowi Naczelnemu, a po zawarciu pokoju byłemu Naczelnemu Wodzowi, przy czym I, II i III klasa miały być przyznane na wniosek Kapituły Orderu, a klasy IV i V na wniosek dowódców oddziałów. Kapitułę pod przewodnictwem Kanclerza, mieli tworzyć kawalerowie II, III, IV i V klasy w liczbie dwunastu (po trzech z każdej klasy), powoływani w czasie pokoju przez generalnego inspektora sił zbrojnych, a w czasie wojny przez Naczelnego Wodza. Do składu Kapituły wchodzili z urzędu także wszyscy kawalerowie I klasy. Kapituła Orderu miała być w 1/3 części odnawiana co dwa lata. Funkcję Kanclerza Orderu powierzono kawalerowi I lub II klasy Orderu, mianowanego w czasie wojny przez Naczelnego Wodza, a w czasie pokoju przez Generalnego Inspektora Sił Zbrojnych.
Kawalerowie Orderu – obywatele polscy – tworzyli, jak poprzednio, „braterski zespół” pod nazwą «Zgromadzenie Kawalerów Orderu Wojennego „Virtuti Militari”» z kanclerzem i kapitułą na czele. Przysługiwały im, bez względu na klasę, te same uprawnienia, jakie nadano w Ustawie z 1919 roku, z tym że podoficer odznaczony Krzyżem Złotym mógł być mianowany do stopnia podporucznika, a szeregowiec – sierżantem.
Nowa Ustawa z 1933 roku rozszerzała ponadto zakres przywilejów. Odznaczeni Orderem Wojennym Virtuti Militari otrzymali dodatkowo uprawnienia do 80% zniżki kolejowej oraz leczenia na koszt skarbu państwa, jeżeli choroba była skutkiem służby wojskowej w czasie wojny. Państwo polskie było zobowiązane również dostarczyć im pracy, zapewniającej godne utrzymanie, natomiast niezdolni do pracy i niemający odpowiednich warunków materialnych otrzymywali zaopatrzenie jak dla osób szczególnie zasłużonych. Ponadto od 1933 roku roczna pensja orderowa w wysokości 300 zł była zwolniona od wszelkich podatków i nie mogła być zajęta sądownie.

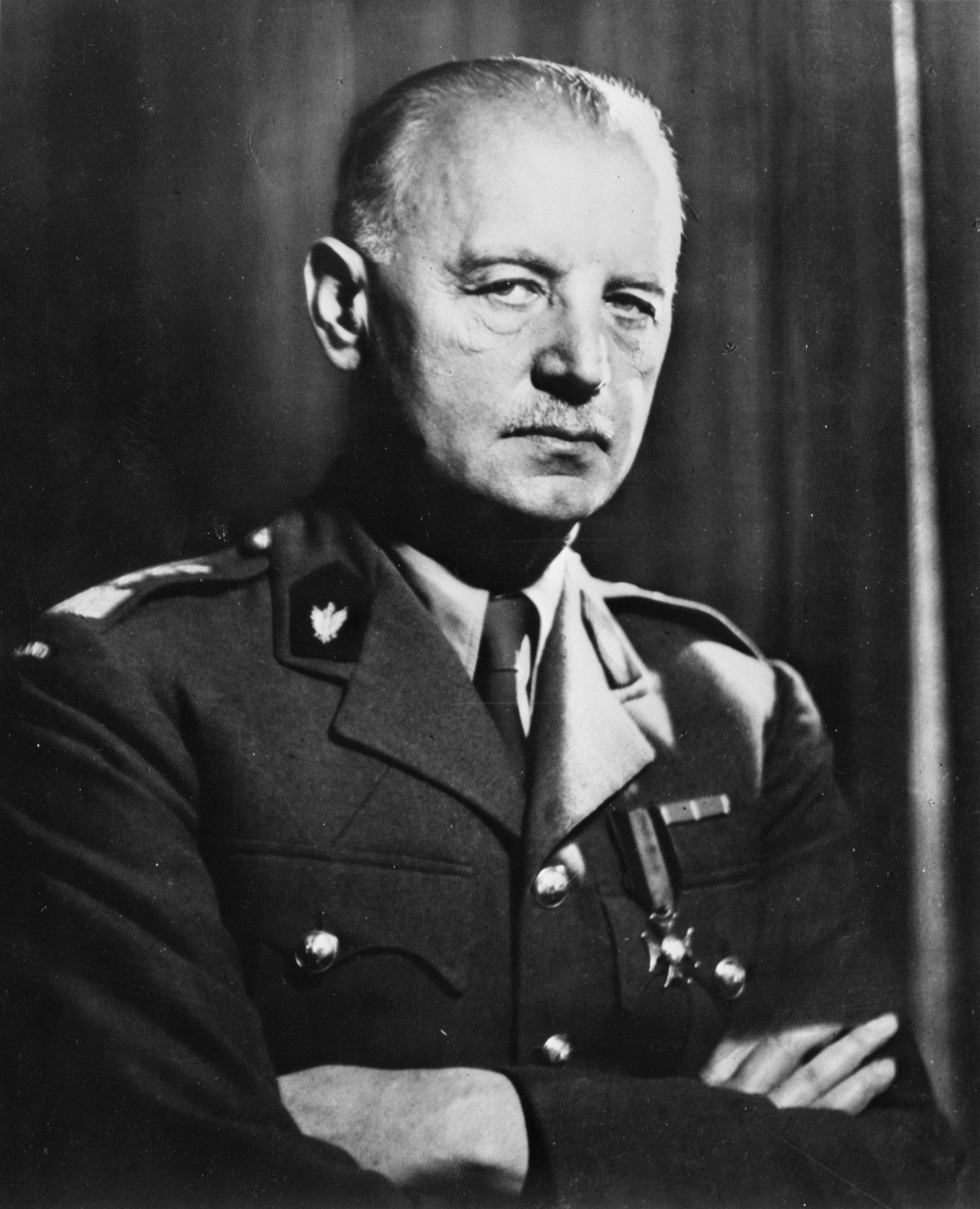
Władysław Sikorski jako premier na Uchodźstwie

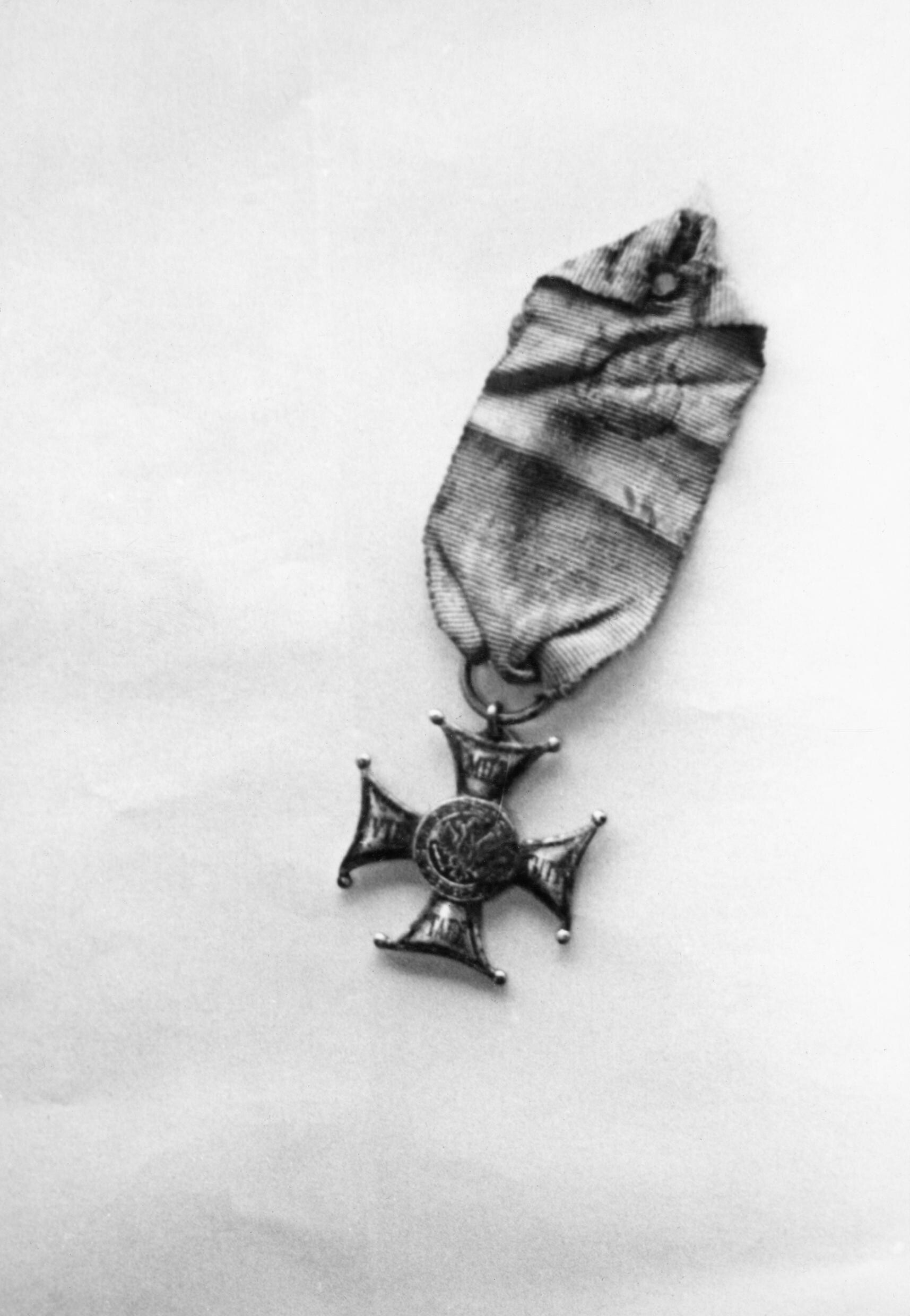
Order odnaleziony w Katyniu w masowym grobie ofiar zbrodni katyńskiej, zdjęcie wykonane 30 kwietnia 1943 roku

Ogółem w tzw. Drugiej Rzeczypospolitej (do 1 września 1939) nadano 8389 krzyży wszystkich klas orderu, w tym:
- Krzyży Wielkich z gwiazdą (I klasy) – 6 (w tym 5 cudzoziemcom),
- Krzyży Komandorskich (II klasy) – 19 (w tym 7 cudzoziemcom),
- Krzyży Kawalerskich (III klasy) – 14 (w tym 11 cudzoziemcom),
- Krzyży Złotych (IV klasy) – 50 (w tym 44 cudzoziemcom),
- Krzyży Srebrnych (V klasy) – 8300 (w tym 187 cudzoziemcom i 1800 pośmiertnie[30], a według innych źródeł 239 cudzoziemcom i 1311 pośmiertnie[26]).

Między innymi, do 1939 roku odznaczeni zostali:

Krzyżem Wielkim (I klasy):
1. Józef Piłsudski – Pierwszy Marszałek Polski (14.06.1923),
2. Ferdynand Foch – Marszałek Francji, Wielkiej Brytanii i Polski (14.06.1923),
3. Ferdynand I – król Rumunii (21.06.1923),
4. Albert I – król Belgów (12.12.1923),
5. Aleksander I – król Serbów, Chorwatów i Słoweńców (12.12.1923),
6. Wiktor Emanuel III – król Włoch (12.12.1923)[26].

Krzyżem Komandorskim (II klasy) zostali odznaczeni:
1. gen. dyw. Edward Rydz-Śmigły (24.11.1922),
2. gen. dyw. Stanisław Haller (24.11.1922),
3. gen. broni Tadeusz Rozwadowski (24.11.1922),
4. gen. broni Zygmunt Zieliński (24.11.1922),
5. gen. dyw. Jan Romer (24.11.1922),
6. gen. broni Stanisław Szeptycki (24.11.1922),
7. gen. dyw. Wacław Iwaszkiewicz-Rudoszański (24.11.1922, pośmiertnie),
8. gen. dyw. Maxime Weygand (14.06.1923, generał armii francuskiej),
9. Pierwszy Marszałek Polski Józef Piłsudski (19.12.1923)[33],
10. gen. broni Lucjan Żeligowski (19.12.1923),
11. gen. dyw. Władysław Sikorski (19.12.1923),
12. gen. dyw. Kazimierz Sosnkowski (19.12.1923),
13. gen. dyw. Leonard Skierski (19.12.1923),
14. Marszałek Japonii Yasukata Oku (13.03.1925),
15. Marszałek Japonii Kageaki Kawamura (13.03.1925),
16. Marszałek Włoch Armando Diaz ks. Della Vittoria (13.03.1925),
17. gen. broni Emanuel Filibert Sabaudzki ks. Aosty (13.03.1925, generał armii włoskiej),
18. gen. por. Wiktor Emanuel Sabaudzki hr. Turynu (13.03.1925, generał armii włoskiej),
19. gen. armii John Joseph Pershing (17.07.1925, b. dowódca Amerykańskiego Korpusu Ekspedycyjnego);

Krzyżem Kawalerskim (III klasy) zostali odznaczeni:
1. ppłk Gustaw Paszkiewicz,
2. płk Stefan Dąb-Biernacki,
3. mjr Zygmunt Piasecki

- oraz 11 cudzoziemców;

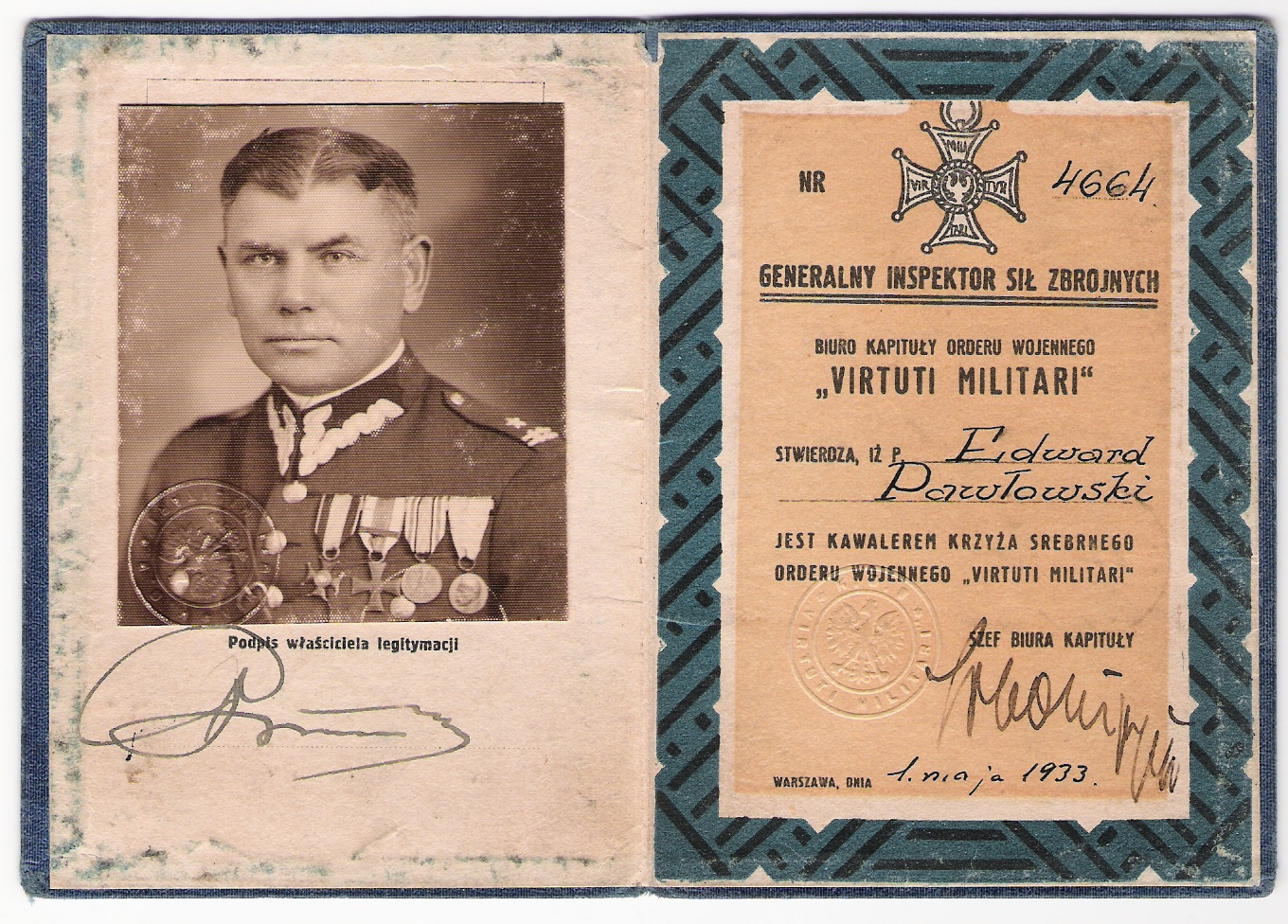
Legitymacja kawalera krzyża srebrnego Orderu Virtuti Militari

Krzyżem Złotym (IV klasy) zostali odznaczeni:
1. ppłk Gustaw Paszkiewicz,
2. ppłk Stefan Dąb-Biernacki,
3. mjr Zygmunt Piasecki,
4. ppłk Kazimierz Rybicki,
5. st. sierż. Kazimierz Sipika,
6. sierż. Stanisław Jakubowicz,
7. rtm. Stanisław Radziwiłł (pośmiertnie)
8. Antoni Purtal – pierwszy w historii cywil

- oraz 43 cudzoziemców.

Herb wielki Lwowa z Orderem Virtuti Militari

Herb wielki Warszawy z Orderem Virtuti Militari

Łącznie nadano 8300 Krzyży Srebrnych. Wśród odznaczonych znalazły się:
- miasto Lwów (krzyż nr 1) – 22 listopada 1920[34][35],
- miasto Verdun – 1921[36],
- „nieznany żołnierz amerykański, którego zwłoki spoczywają na cmentarzu w Arlington” (nr 262) – 11 listopada 1921[37],
- Grób Nieznanego Żołnierza w Paryżu i Grób Nieznanego Żołnierza w Bukareszcie[38][39].

Orderem V klasy udekorowano chorągwie, sztandary i trąbki następujących jednostek wojskowych: 1 Pułk Piechoty Legionów, 5 Pułk Piechoty Legionów, 6 Pułk Piechoty Legionów, 15 Pułk Piechoty „Wilków”, 22 Pułk Piechoty, 34 Pułk Piechoty, 35 Pułk Piechoty, 41 Suwalski Pułk Piechoty, 55 Pułk Piechoty Wielkopolskiej, 56 Pułk Piechoty Wielkopolskiej, 57 Pułk Piechoty Wielkopolskiej, 58 Pułk Piechoty Wielkopolskiej, 81 Pułk Strzelców Grodzieńskich, 85 Pułk Strzelców Wileńskich, 86 Pułk Piechoty, 14 Batalion Saperów, 1 Pułk Szwoleżerów, 1 Pułk Ułanów Krechowieckich, 7 Pułk Ułanów Lubelskich, 14 Pułk Ułanów Jazłowieckich, 15 Pułk Ułanów Poznańskich, Oddział Bajończyków, Oddział żeńskiego P.O.W. oraz 12 baterii i dywizjonów artylerii.
Zgodnie z postanowieniem Kapituły OVM pensje za odznaczenie wypłacały kasy urzędów skarbowych.

### Okres 1940–1990 (Rząd RP na Obczyźnie)

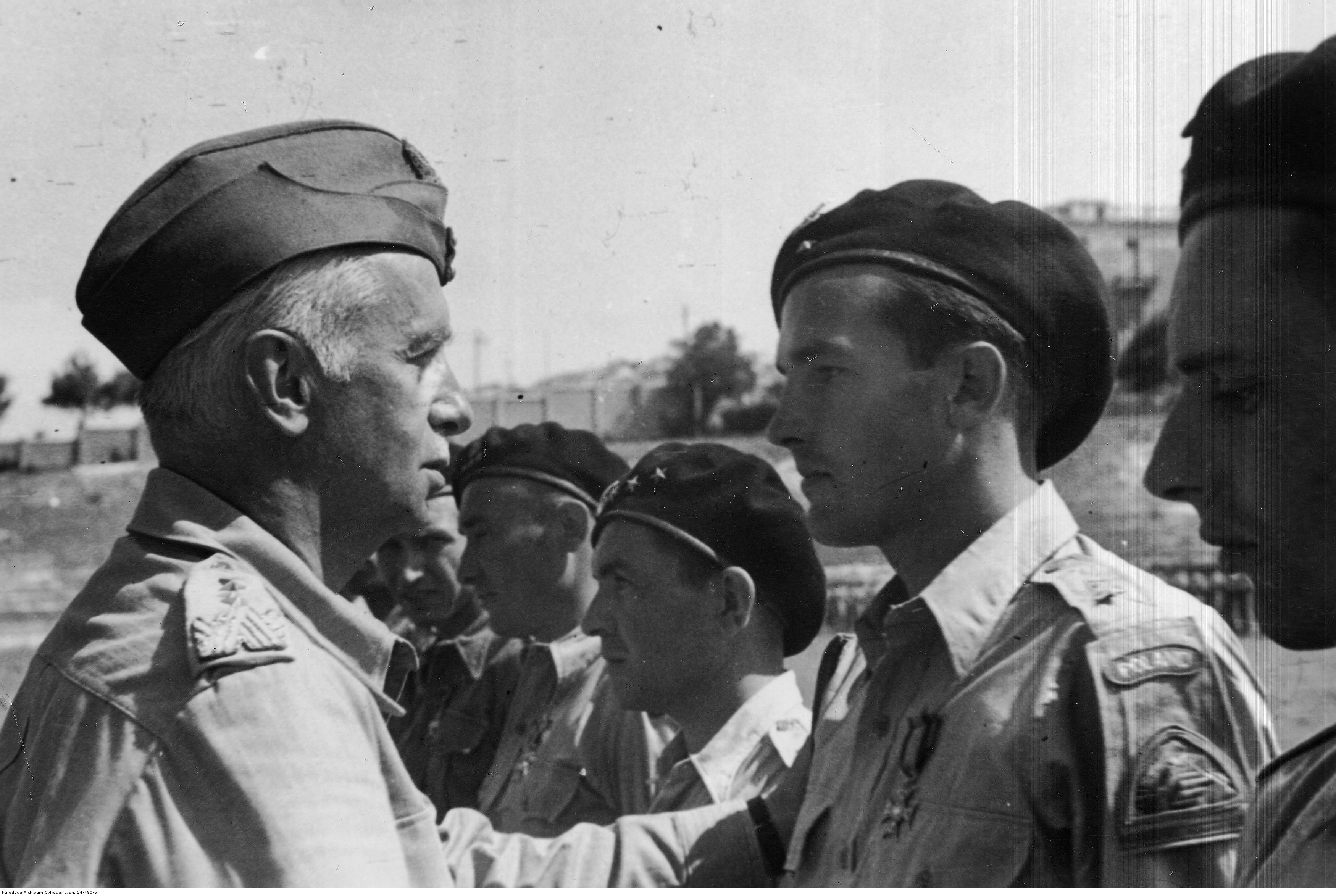
Gen. Kazimierz Sosnkowski odznacza żołnierzy 2 Korpusu Polskiego krzyżami Orderu Virtuti Militari po zajęciu Ankony 19 lipca 1944 roku

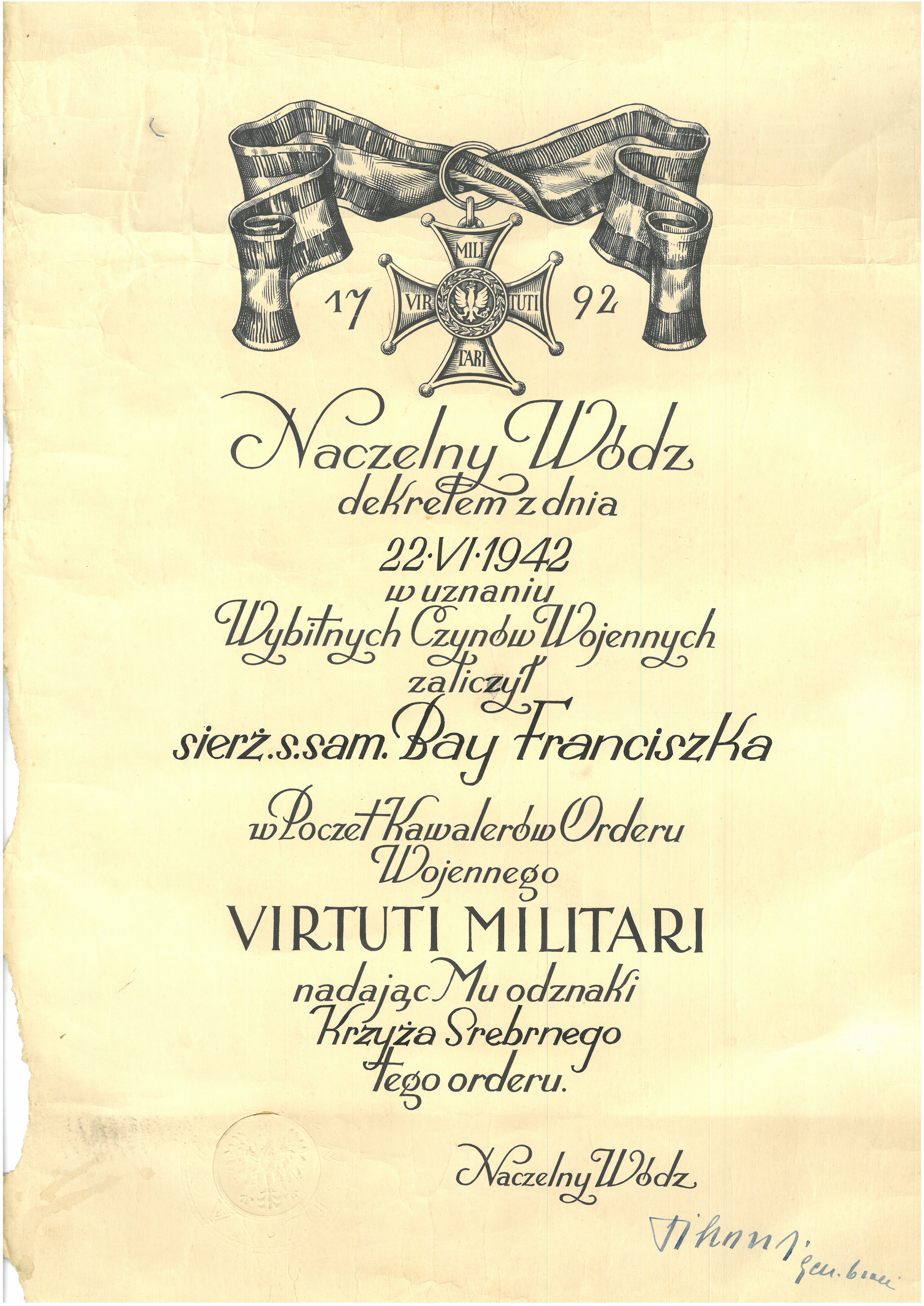
Nadanie Virtuti Militari w 1942 przez W.Sikorskiego

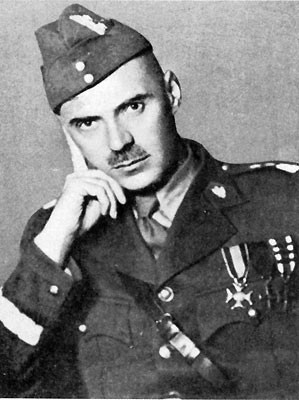
Gen. Władysław Anders z krzyżem Virtuti Militari

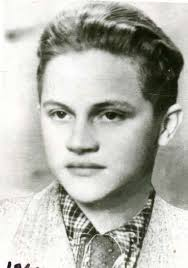
Jurek Bartnik, 14-letni powstaniec warszawski, najmłodszy żołnierz AK odznaczony orderem Virtuti Militari

Po utworzeniu we Francji Polskich Sił Zbrojnych rozkazem Naczelnego Wodza gen. dyw. Władysława Sikorskiego z 1940 roku ogłoszonym w Dzienniku Rozkazów nr 1 w styczniu 1941 roku, przywrócono nadawanie Orderu Virtuti Militari z zachowaniem przepisów obowiązujących w ustawie z 25 marca 1933 roku. Także sposób nadawania został zachowany, tzn. był nadawany przez Naczelnego Wodza. Po zakończeniu wojny na mocy dekretu Prezydenta RP z 11 czerwca 1945 roku ustalono, że Order Virtuti Militari klas I, II i III będzie nadawał Prezydent RP na wniosek Kapituły Orderu, a klas IV i V – na wniosek Naczelnego Wodza.
W latach 1940–1990 nadano w Polskich Siłach Zbrojnych na Zachodzie łącznie 6160 orderów, w tym:
- Krzyży Wielkich (I klasy) – 0,
- Krzyży Komandorskich (II klasy) – 5,
- Krzyży Kawalerskich (III klasy) – 14,
- Krzyży Złotych (IV klasy) – 252,
- Krzyży Srebrnych (V klasy) – 5889 (wliczono zbiorowości)[42].

Krzyżem Komandorskim (II klasy) zostali odznaczeni:
1. 1945 – gen. dyw. Władysław Anders,
2. 1947 – gen. dyw. Tadeusz Bór-Komorowski,
3. 1959 – gen. bryg. Michał Tokarzewski-Karaszewicz
4. 1970 – gen. bryg. Franciszek Kleeberg (pośmiertnie),
5. 1970 – gen. bryg. Wiktor Thommée (pośmiertnie)[42].

Krzyżem Kawalerskim (III klasy) zostali odznaczeni:
1. 1944 – gen. dyw. Władysław Anders,
2. 1944 – gen. dyw. Stanisław Maczek
3. 1944 – gen. bryg. Bronisław Duch,
4. 1947 – gen. dyw. Tadeusz Kutrzeba,
5. 1947 – gen. bryg. Franciszek Kleeberg (pośmiertnie),
6. 1948 – gen. bryg. Antoni Chruściel[43],
7. 1970 – gen. bryg. Ottokar Brzoza-Brzezina (pośmiertnie),
8. 1970 – gen. bryg. Stanisław Grzmot-Skotnicki (pośmiertnie),
9. 1970 – gen. bryg. Zygmunt Podhorski (pośmiertnie),
10. 1970 – płk art. Aleksander Hertel (pośmiertnie),
11. 1970 – płk art. Adam Epler (pośmiertnie),
12. płk art. Mikołaj Łapicki,
13. płk piech. Stefan Kossecki,
14. gen. bryg. Ludwik Kmicic-Skrzyński[42].

Krzyżem Srebrnym Orderu Virtuti Militari (V klasy) odznaczono pośmiertnie także Ignacego Jana Paderewskiego i Jerzego Iwanowa-Szajnowicza oraz miasto Warszawę (9 listopada 1939 lub 1940 ). Polskie Towarzystwo Heraldyczne pozytywnie zaopiniowało umieszczenie odznaczenia w herbie Warszawy.
Krzyż VM został zawieszony na Pomniku Katyńskim w Londynie.
Cudzoziemcy odznaczani byli wyłącznie Krzyżem Srebrnym Orderu (V klasy). Łącznie uhonorowano 90 obcokrajowców, m.in.:
| 31 Brytyjczyków (w tym 2 Kanadyjczyków, Australijczyk i Nowozelandczyk): - gen. Claude Auchinleck (16 maja 1942) - gen. Neil Methuen Ritchie (16 maja 1942) - gen. Harold Alexander (23 lipca 1944) - gen. Oliver Leese (23 lipca 1944) - marsz. polny Bernard Law Montgomery (25 listopada 1944) - gen. Archibald Wavell (1941) - gen. Henry Maitland Wilson (1944) - gen. Ronald Scobie (1943) - kpt. John Kent (1941, Kanadyjczyk) - gen. Harry Crerar (1944, Kanadyjczyk) - gen. Leslie Morshead (1941, Australijczyk) 27 Francuzów: - gen. Jacques Chaban-Delmas - gen. Alphonse Juin - kpt. Jean Paul Hurey |  | 16 Amerykanów: - gen. Dwight Eisenhower (16 grudnia 1944) - gen. Walter Bedell Smith (16 grudnia 1944) - gen. Mark Wayne Clark (6 stycznia 1945) - gen. Alfred Gruenther (6 stycznia 1945) - gen. Douglas MacArthur - gen. Jacob Devers Chińczyk: - generalis. Czang Kaj-szek (10 marca 1943) Norweg: - gen. Carl Gustav Fleischer (1941) Dunka: - Lone Mogensen (1945) Czech: - sierż. Josef František (1940) Gruzin: - mjr Artemi Aroniszydze (1939) |

11 listopada 1963 w Londynie wraz z obchodami Święta Niepodległości odbyły się uroczystości święta Kawalerów Virtuti Militari, w których uczestniczyło ponad 100 odznaczonych tym orderem.

### Okres 1943–1989 (ludowe Wojsko Polskie)
Dekret Polskiego Komitetu Wyzwolenia Narodowego z 22 grudnia 1944 o orderach, odznaczeniach oraz medalach uznał Order Virtuti Militari za odznaczenie wojskowe Rzeczypospolitej Polskiej. W myśl dekretu Order był nadawany przez Prezydium Krajowej Rady Narodowej na wniosek przewodniczącego PKWN lub Naczelnego Dowódcy WP. Dekret zachował zasadnicze postanowienia ustawy z 1 sierpnia 1919, zniósł jednak zgromadzenia kawalerów orderu, jego kanclerza i kapitułę oraz pensję. Z kolei dekret PKWN z 23 grudnia 1944 o trybie nadawania orderów, odznaczeń wojskowych oraz medali stanowił, że Naczelny Dowódca WP w czasie wojny mógł w imieniu Krajowej Rady Narodowej nadawać Order Wojskowy Virtuti Militari III, IV i V klasy, a swoje uprawnienia w tej kwestii – przekazywać dowódcom armii, korpusów i dywizji.

Należy dodać, że już 11 listopada 1943 gen. Zygmunt Berling (wówczas dowódca 1 Korpusu Polskich Sił Zbrojnych w ZSRR) wydał rozkaz, w którym uhonorował 16 żołnierzy 1 Dywizji Piechoty im. Tadeusza Kościuszki Krzyżami Srebrnymi Orderu Virtuti Militari za bohaterstwo wykazane w czasie bitwy pod Lenino. W rozkazie znalazły się słowa: 

„Przykładami osobistej odwagi i bohaterstwa [...] wywołali ogólny podziw i szacunek oddziałów sojuszniczej Armii Czerwonej, które walczyły obok nas”.

 Krzyże Srebrne były nadawane do czasu wydania dekretu.
Po 1947 wszelkie uprawienia do nadawania Orderu otrzymał Prezydent RP, a później Rada Państwa. Ustawa Sejmu PRL z 17 lutego 1960 o orderach i odznaczeniach, zastępując dotychczasowe przepisy, nadała orderowi nazwę Order Virtuti Militari. Ustawa ta nie zawierała szczegółowych kryteriów nadawania orderu, określając jedynie, że jest on orderem wojennym, stanowiącym nagrodę za wybitne zasługi bojowe.
W 1972 roku w ustawie o zaopatrzeniu emerytalnym żołnierzy zawodowych i ich rodzin uchwalono w art. 34, że odznaczonym żołnierzom zawodowym przysługiwał 25% dodatek do emerytury lub renty. Wymieniono tam listę odznaczeń, za które przysługiwał ten dodatek i wśród wymienionych odznaczeń znajdował się Order Virtuti Militari. Aby jednak otrzymać ten dodatek to order Virtuti Militari musiał być nadany przez władze Polski Ludowej w okresie od dnia 1 września 1939 r. do dnia 13 lutego 1946 r. za zasługi w czasie wojny 1939–1945 r.
W 1974 roku władze PRL odznaczyły Orderem Wojennym Virtuti Militari I klasy radzieckiego przywódcę Sekr. Generalnego KC KPZR tow. Leonida Breżniewa. W 1976 w proteście przeciw odznaczeniu obcego komunisty przedwojenni dowódcy wojskowi zorganizowali uroczystość złożenia na Jasnej Górze swoich Orderów Wojennych Virtuti Militari.
W latach 1943–1989 nadano łącznie 5229 orderów, w tym:
- Krzyży Wielkich (I klasy) – 13,
- Krzyży Komandorskich (II klasy) – 19,
- Krzyży Kawalerskich (III klasy) – 57,
- Krzyży Złotych (IV klasy) – 289,
- Krzyży Srebrnych (V klasy) – 4851[48].

Krzyżem Wielkim (I klasy) zostali odznaczeni:
1. 1945 – Marsz. Polski Michał Rola-Żymierski,
2. 1945 – marsz. Iwan Koniew (ZSRR),
3. 1945 – marsz. Gieorgij Żukow (ZSRR),
4. 1945 – Marsz. Polski i Marsz. ZR Konstanty Rokossowski (ZSRR),
5. 1945 – gen. armii Aleksiej Antonow (ZSRR),
6. 1945 – gen. płk Nikołaj Bułganin (ZSRR),
7. 1945 – marsz. Aleksandr Wasilewski (ZSRR),
8. 1945 – marsz. Bernard Law Montgomery (Wielka Brytania),
9. 1945 – marsz. Josip Broz Tito (Jugosławia),
10. 1945 – gen. armii Ludvík Svoboda (CSRS),
11. 1947 – gen. broni Karol Świerczewski (pośmiertnie),
12. 1973 – marsz. Andriej Greczko (ZSRR),
13. 1974 – marsz. Leonid Breżniew (ZSRR)[48], Postanowieniem Prezydenta RP Wojciecha Jaruzelskiego z 10 lipca 1990 uchylono uchwałę w sprawie nadania orderu.

Krzyżem Komandorskim (II klasy) zostali odznaczeni:
1. 1945 – gen. dyw. Stanisław Popławski,
2. 1945 – gen. dyw. Karol Świerczewski,
3. 1945 – gen. Jean Lattre Tassigny (Francja),
4. 1946 – gen. Marie Pierre Kœnig (Francja),
5. 1946 – gen. Philippe Marie Leclerc (Francja),
6. 1946 – gen. Joseph T. McNarney (USA),
7. 1968 – marsz. Piotr Koszewoj (ZSRR),
8. 1968 – marsz. Aleksiej Proszlakow (ZSRR),
9. 1968 – marsz. Siergiej Rudienko (ZSRR),
10. 1968 – gen. Paweł Batow (ZSRR),
11. 1968 – gen. Aleksandr Gorbatow (ZSRR),
12. 1968 – gen. Iosif Gusakowski (ZSRR),
13. 1968 – gen. Pawieł Kuroczkin (ZSRR),
14. 1968 – gen. Dmitrij Leluszenko (ZSRR),
15. 1968 – gen. Konstantin Tielegin (ZSRR),
16. 1968 – gen. Kuźma Trubnikow (ZSRR),
17. 1968 – gen. Aleksiej Żadow (ZSRR),
18. 1971 – mjr Henryk Sucharski (pośmiertnie),
19. 1982 – gen. dyw. Tadeusz Kutrzeba (pośmiertnie)[49][50].

Krzyżem Kawalerskim (III klasy) zostało odznaczonych:
- 5 oficerów LWP:

1. gen. dyw. Bolesław Kieniewicz,
2. gen. dyw. Władysław Korczyc,
3. gen. dyw. Marian Spychalski,
4. gen. dyw. Aleksander Zawadzki,
5. gen. dyw. Józef Kimbar,

- 30 oficerów armii ZSRR,
- 22 oficerów innych zagranicznych armii[48].

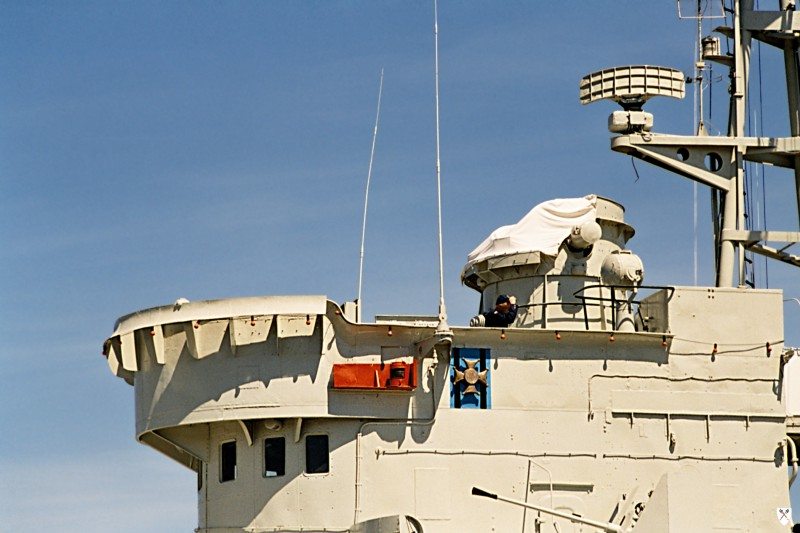
Mostek „Błyskawicy” udekorowany Orderem Virtuti Militari

Krzyżem Złotym (IV klasy) został odznaczony:
m.in. gen. broni Iwan Sierow, Postanowieniem Prezydenta RP Lecha Wałęsy z 1995 r. uchylono Uchwałę KRN z 1946 r. o przyznaniu orderu.
Krzyżem Złotym (IV klasy) zostały odznaczone 28 czerwca 1987 roku okręt ORP Błyskawica – jako jedyny polski okręt, oraz 1 Dywizja Piechoty im. Tadeusza Kościuszki.
Jednostki wojskowe udekorowane Krzyżem Srebrnym Orderu Virtuti Militari:
1. 6 Pomorska Dywizja Piechoty
2. 5 Kołobrzeski Pułk Piechoty
3. 7 Kołobrzeski Pułk Piechoty
4. 8 Bydgoski Pułk Piechoty
5. 9 Zaodrzański Pułk Piechoty
6. 12 Kołobrzeski Pułk Piechoty
7. 16 Kołobrzeski Pułk Piechoty
8. 24 Drezdeński Pułk Artylerii Pancernej
9. 27 Sudecki Pułk Artylerii Pancernej
10. 28 Saski Pułk Artylerii Pancernej
11. 2 Sudecki Pułk Czołgów
12. 4 Pomorski Samodzielny Pułk Czołgów Ciężkich
13. 6 Drezdeński Pułk Czołgów Ciężkich
14. 9 Dnowsko-Łużycki Pułk Czołgów Średnich
15. 1 Pułk Lotnictwa Myśliwskiego „Warszawa”
16. 2 Pułk Lotnictwa Bombowego „Kraków”
17. 3 Pułk Lotnictwa Szturmowego
18. 1 Batalion Saperów (1 DP)
19. 2 Batalion Saperów (2 DP)
20. 8 Kołobrzeski Batalion Saperów
21. 9 Kołobrzeski Batalion Saperów
22. 13 Kołobrzeski Batalion Saperów
23. 1 Kołobrzeski Batalion Samochodowy
24. 2 Kołobrzeski Batalion Samochodowy

Uchwałą KRN z 31 października 1946 Krzyżem Srebrnym Orderu Virtuti Militari za bohaterską obronę Poczty Polskiej w Gdańsku w 1939 r. został odznaczony Związek Zawodowy Pracowników Poczt i Telekomunikacji – Koło Gdańsk 1 jako jedyna organizacja cywilna. W 1969 Krzyż Srebrny orderu VM otrzymał garnizon Hel .

### Okres po 1989

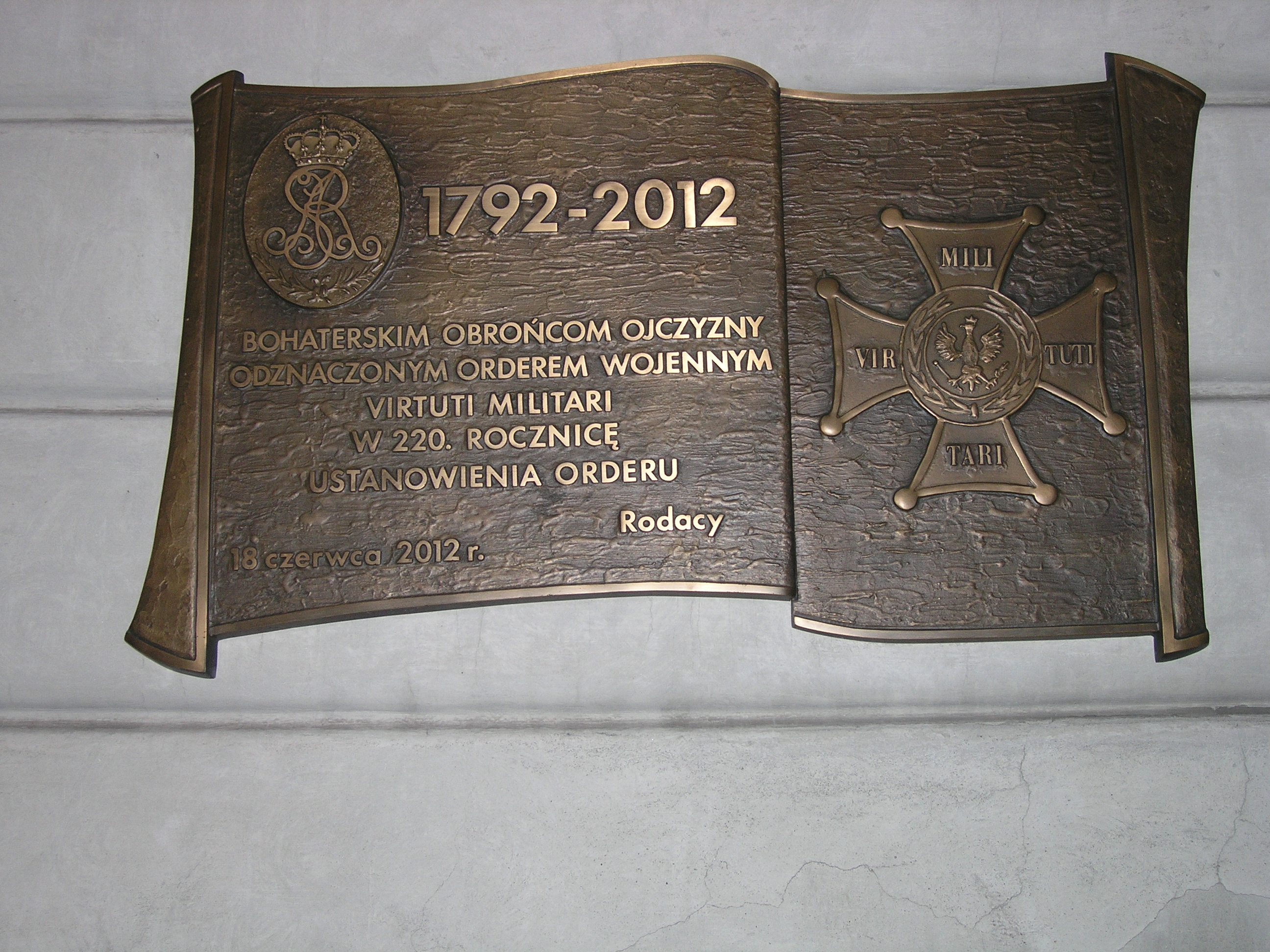
Tablica upamiętniająca kawalerów Orderu Virtuti Militari na pl. marsz. J. Piłsudskiego w Warszawie, wmurowana w 220. rocznicę ustanowienia orderu

Order Wojenny Virtuti Militari po 1989 roku nie był nadawany.
Kapituła na wniosek zainteresowanych przeniosła Order Wojenny Virtuti Militari z odznaczonego Batalionu Parasol na dziedziczącą jego tradycję Jednostkę Wojskową 4101.
16 października 1992 roku Sejm RP uchwalił Ustawę, na mocy której orderowi nadano ponownie nazwę Order Wojenny Virtuti Militari. Została przywrócona Kapituła Orderu Wojennego Virtuti Militari, a nadawany ma być przez Prezydenta RP. Określono również podobne szczegółowe kryteria nadawania, jak w Ustawie z 25 marca 1933 roku. Dodano również, że order może być nadany tylko w czasie wojny lub nie później niż przez pięć lat od zakończenia wojny. 21 czerwca 1993 roku funkcję kanclerza powołanej Kapituły Orderu Wojennego Virtuti Militari objął płk Stanisław Komornicki.
W 1995 roku Kapituła Orderu Virtuti Militari wyjaśniła kwestie legalności nadań tego odznaczenia w okresie Polski Ludowej. W specjalnym dokumencie oznajmiła także: [...] w obronie i przez szacunek dla tych niewątpliwych zasług [polskich żołnierzy walczących na wszystkich frontach w obronie ojczyzny] stwierdzamy jednak głośno i dobitnie, że praktyka nadań przez władze Polski Ludowej Orderów Virtuti Militari, zwłaszcza najwyższych klas nadanych w bezprecedensowej liczbie przedstawicielom obcego mocarstwa, to obraza honoru polskiego żołnierza.
Współczesną wersję odznaczenia opracował rzeźbiarz i medalier Edward Gorol.

#### Pozbawienie Orderu Virtuti Militari
Postanowieniem z 10 lipca 1990 roku Prezydent RP Wojciech Jaruzelski uchylił uchwałę Rady Państwa PRL z 21 lipca 1974 roku w sprawie nadania Leonidowi Breżniewowi Krzyża Wielkiego Orderu Wojennego Virtuti Militari.
Postanowieniem z 2 sierpnia 1995 roku Prezydent RP Lech Wałęsa uchylił uchwałę Krajowej Rady Narodowej z 24 kwietnia 1946 roku w części dotyczącej nadania generałowi broni Iwanowi Sierowowi Krzyża IV klasy Orderu Virtuti Militari.
Postanowieniem z 26 lipca 2006 roku Prezydent RP Lech Kaczyński pozbawił orderu przestępcę, zdegradowanego Wincentego Romanowskiego, nadanego na mocy Rozkazu Naczelnego Dowódcy Wojska Polskiego z 3 sierpnia 1945 roku. Powodem tej decyzji były prześladowania działaczy niepodległościowych. Jako żołnierz Głównego Zarządu Informacji Romanowski m.in. znęcał się nad więźniem politycznym w 1946 roku, za co został w 1998 roku skazany wyrokiem sądu na karę 1 roku i 6 miesięcy pozbawienia wolności.

## Opis odznaki

### Okres 1792–1831
Ustanowiony przez króla Polski Stanisława Augusta Poniatowskiego order posiadał początkowo formę owalnego krążka, wykonanego ze złota i srebra, dla poszczególnych klas. Oznaka miała wymiary ok. 43 × 34 mm i ważyła odpowiednio: dla złotych orderów ok. 25 gramów a dla srebrnych ok. 19 gramów. Na awersie widniał monogram królewski SAR (łac. Stanislaus Augustus Rex) zwieńczony koroną królewską, a pod monogramem znajdowały się dwie gałązki palmowe. Na rewersie był umieszczony dwuwierszem napis VIRTUTI MILITARI (Cnocie wojskowej – dzielności żołnierskiej), poniżej gałązki palmowe jak na awersie. Początkowo był noszony na wstążce jak Order Świętego Stanisława, czyli czerwonej z dwoma wąskimi białymi paskami po bokach. Później używano wstążki takiej jak obecnie ciemnoniebieskiej z dwoma czarnymi paskami po bokach. Taki wygląd posiadały tylko ordery wręczone w okresie czerwiec – sierpień 1792 roku, było ich około 160 z tego 30 złotych i 100 srebrnych.
Order ten wykonał Johann Philip Holzhaeusser.

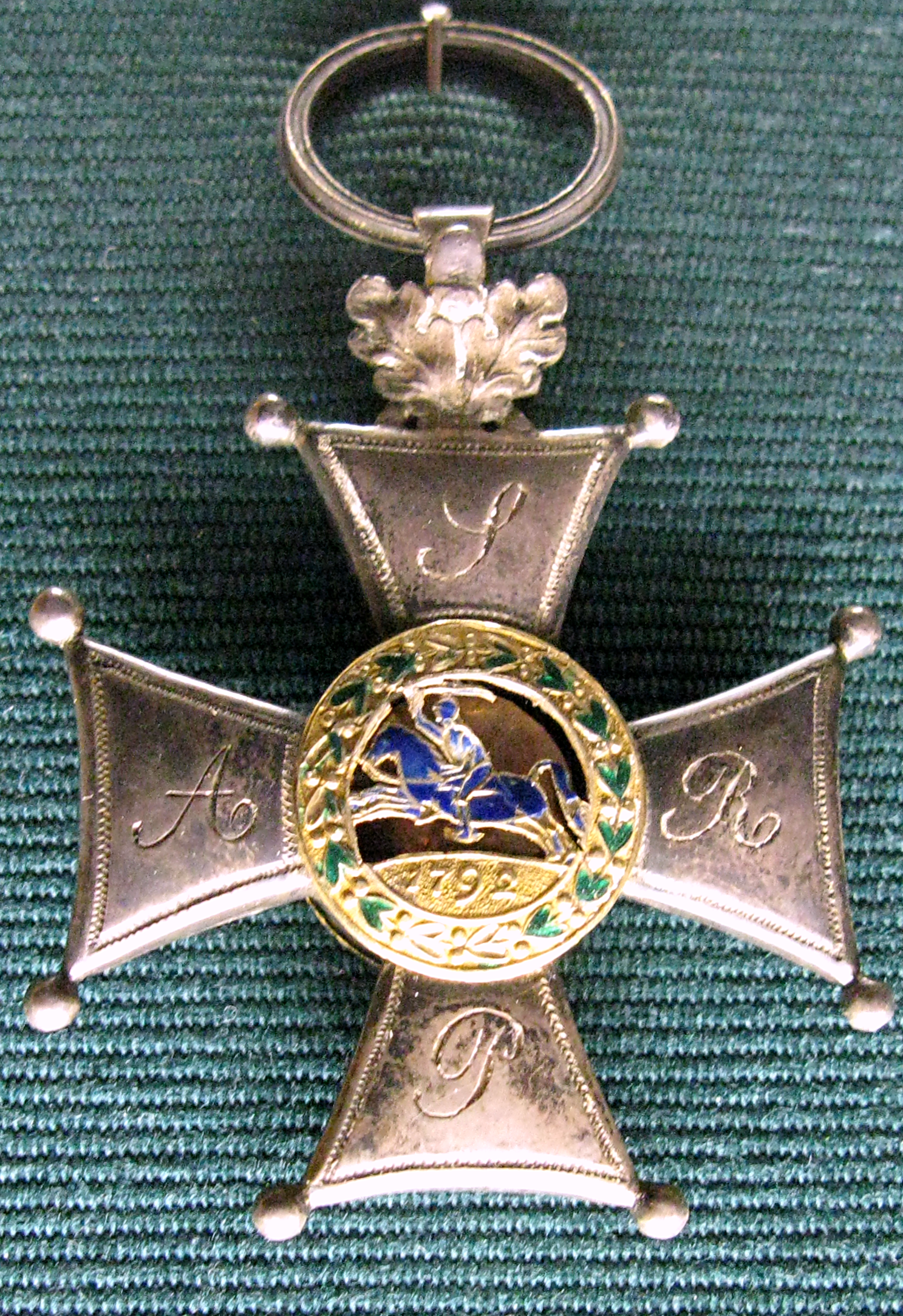
Krzyż Srebrny Orderu VM z przywróconym symbolem Pogoni, pochodzący z czasów Księstwa Warszawskiego lub powstania listopadowego

Po opracowaniu statutu w sierpniu 1792 roku oznaka otrzymała formę krzyża równoramiennego, awers emaliowany na czarno, w środku umieszczono na złotej tarczy otoczonej emaliowanymi na zielono liśćmi wawrzynu emaliowanego na biało orła trzymającego w szponach jabłko i berło – na ramionach napis VIRTUTI MILITARI na rewersie w środku otoczony liśćmi wawrzynu znak Pogoń (herb Wielkiego Księstwa Litewskiego) pod nim data 1792. Na ramionach napis SARP (łac. Stanislaus Augustus Rex Poloniae). Krzyże wykonywane były ze złota dukatowego i miały wymiary ok. 42 × 42 mm, wymiary były zmienne, gdyż wykonywano je w różnych zakładach złotniczych. Taka forma oznaki utrzymała się również w okresie Księstwa Warszawskiego i Królestwa Polskiego – do czasu upadku powstania listopadowego, z niewielkimi zmianami, np. w 1808 roku usunięto z rewersu znak Pogoni umieszczając w to miejsce napis REX ET PATRIA (łac. Za Króla i Ojczyznę), choć zdarzały się ordery gdzie nadal na rewersie był umieszczony znak Pogoni.
Typowa oznaka Orderu Virtuti Militari z tego okresu miała następujący wygląd:
- I klasa – Krzyż Wielki – zwieńczony złotą ażurową koroną.

Awers: czarno emaliowane ramiona krzyża, a na ramionach widniał złoty rozłożony napis na poziomych ramionach VIRTUTI, a na pionowych MILITARI. W środku złota tarcza z biało emaliowanym orłem.
Rewers: złoty, bez emalii, a na ramionach rozłożone litery po jednej na każdym ramieniu S-A-R-P. Na złotej tarczy napis REX ET PATRIA (łac. Za Króla i Ojczyznę), poniżej data 1792. Krzyż Wielki noszony był na wielkiej wstędze barwy niebieskiej z czarnymi paskami wzdłuż obu boków (szerokość ok. 110 mm), przełożonej przez prawe ramię do lewego boku. Do odznaki należała także gwiazda srebrna, złożona z ośmiu pęków promieni, a na niej nałożony krzyż Virtuti Militari czarno emaliowany bez korony. Gwiazdę noszono na lewej piersi. Nie udało się ustalić wymiarów krzyża, gdyż nie zachował się order tej klasy. Natomiast zachowana w Muzeum Narodowym w Krakowie Gwiazda orderu ma średnicę 85 mm.
- II klasa – Krzyż Komandorski – ma wygląd taki sam jak Krzyż Wielki, tylko jest mniejszy. Zachowany egzemplarz ma wymiary 41 × 41 mm, a wieńcząca go korona 30 × 30 mm. Noszono go na węższej wstędze o szerokości 55 mm na szyi.
- III klasa – Krzyż Kawalerski – taki jak Krzyż Komandorski, lecz mniejszy, bez wieńczącej korony, noszony na lewej piersi. Wymiary ok. 38 × 38 mm, wykonany z blachy złotej.
- IV klasa – Krzyż Złoty – taki jak Krzyż Kawalerski, mniejszy, złoty, bez emalii. Wymiary 30 × 30 mm – wykonany z jednego kawałka blachy złotej próby 870-890. Orzeł na tarczy emaliowany na biało, także łapy, jabłko i berło, korona orła złota.
- V klasa – Krzyż Srebrny – taki jak Krzyż Złoty, z tym że wykonany ze srebra, tylko tarcza z orłem złota.

Ordery Virtuti Militari wykonywane były w różnych warsztatach złotniczych i wersjach, stąd niewielkie różnice w wykonaniu i w wymiarach. Należy przy tym dodać, że były one wykonywane zarówno na polecenie władz, jak i poszczególnych osób odznaczonych. Te wykonywane na życzenie osób odznaczonych były wykonane staranniej i miały więcej szczegółów.

### Okres po 1919
Oznaka orderu Virtuti Militari po 1919 roku opierała się na wzorach wcześniejszych, choć z rewersu usunięto inicjały króla oraz umieszczono napis Honor i Ojczyzna.
Oznaka według wzoru z 1919 roku – to krzyż typu kawalerskiego zakończony na rogach ramion kulkami. Na ramionach poziomych umieszczono napis VIR–TUTI, a na pionowych MILI–TARI. Ramiona na awersie w klasach I, II i III pokryte są czarną emalią z obramowaniem złoconym, na rewersie bez emalii, złocone z wypukłym obrzeżem wzdłuż ramion krzyża. W klasie IV krzyż jest złocony po obu stronach, a w klasie V – srebrzony, wzdłuż ramion krzyża IV i V klasy umieszczone są radełkowane prążki. Napisy w klasach I, II i III są złocone, w klasie IV i V z czarnej emalii, także brzegu krzyża tych klas są pokryte czarną emalią. Na środku krzyża wszystkich klas znajduje się złocona okrągła tarcza z umieszczonym na niej orłem z białej emalii, orzeł posiada koronę ze złota oraz złote berło i jabłko, otoczony jest wieńcem wawrzynowym zielono emaliowanym. Na tarczy na rewersie jest napis HONOR I OJCZYZNA, a poniżej data 1792.
Krzyż I i II klasy jest zwieńczony złotą koroną królewską. Do klasy I należy także srebrna gwiazda o średnicy 100 mm, składająca się z ośmiu srebrnych pęków promieni, na nich nałożony jest emaliowany na czarno awers odznaki Orderu Virtuti Militari o średnicy 60 mm, z tą różnicą, że ramiona krzyża nie mają kulek, a wokół orła na czarno emaliowanym otoku jest złocony napis HONOR I OJCZYZNA.
Wymiary krzyży w poszczególnych odznakach wynoszą odpowiednio:
- I klasa – 62 × 62 mm; korona 30 × 36 mm,
- II klasa – 54 × 54 mm; korona 23 × 33 mm,
- III klasa – 44 × 44 mm,
- IV klasa – 39 × 39 mm,
- V klasa – 38 × 38 mm.

Wstęga orderu I klasy wykonana jest z jedwabnej mory, ciemnoniebieskiej, szerokości 100 mm, z czarnymi paskami o szerokości 20 mm wzdłuż brzegów (zakładana przez prawe ramię do lewego boku), w klasie II – szerokości 40 mm z paskami o szerokości 10 mm po bokach (noszona na szyi), w klasach III, IV i V – szerokości 35 mm z paskami o szerokości 9 mm (noszone na piersi).
Krzyże były produkowane w kilku zakładach grawerskich na terenie Warszawy, najczęściej wykonywano je z tombaku lub miedzi i srebrzono. Część medali produkowana była na życzenie osób odznaczonych, wtedy były czasami wykonywane ze srebra i złocone. Także krzyże dla cudzoziemców były wykonane ze srebra.
Krzyże nadawane przez Naczelnego Wodza Polskich Sił Zbrojnych na Zachodzie początkowo pochodziły z zapasów wywiezionych z Polski po kampanii wrześniowej, a następnie produkowane były w pracowni medalierskiej M. Rubin w Tel Awiwie i brytyjskiej medalierni Spink & Son Ltd. Miały kształt i wymiary podobne jak order nadawany w Polsce przed 1939 rokiem.

### Okres powojenny

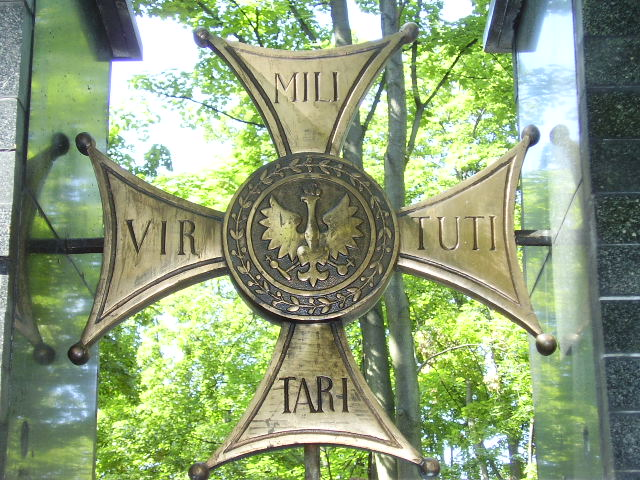
Order Virtuti Militari na Cmentarzu Powązkowskim

Po wyzwoleniu części Polski z okupacji niemieckiej na podstawie dekretu z dnia 22 grudnia 1944 roku Polskiego Komitetu Wyzwolenia Narodowego uznano Order Virtuti Militari jako odznaczenie wojskowe dla wyróżniania za wojenne zasługi. Oznaka orderu nieznacznie różniła się od oznaki z 1919 roku. Różnice dotyczą wymiarów krzyża I, II, III i IV klasy wynosząc odpowiednio: 64 mm, 55 mm, 45 mm, 38 mm. Także usunięto koronę w klasach I i II wprowadzając w to miejsce zawieszkę w postaci owalnego złotego krążka otoczonego wieńcem laurowym z napisem RP (później po 1952 roku – PRL, ponadto orzeł na tarczy w środku orderu nie posiada korony) o wymiarach dla klasy I – 26 × 32 mm, dla klasy II – 24 × 29 mm. Ponadto na rewersie klas I, II i III ramiona krzyża są emaliowane na czarno.
Wstążka orderowa dla I klasy jest ciemnoniebieska o szerokości 115 mm, z czarnymi paskami po bokach szerokości 15 mm, dla klasy II noszonego na szyi szerokości 50 mm, z czarnymi paskami po bokach szerokości 10 mm. Wstążki orderu klas III, IV i V są szerokości 40 mm, z czarnymi paskami o szerokości 9 mm.

### III Rzeczpospolita

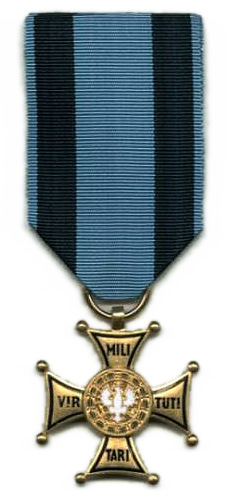
Krzyż Złoty wz. 1992

Ustawa z dnia 16 października 1992 roku o orderach i odznaczeniach przywróciła wygląd Orderu Virtuti Militari sprzed II wojny światowej.
|                                                                                                   |             |                  |                   |   |               |             |                  |                   |              |
| 1 – Krzyż Srebrny, 2 – Krzyż Złoty, 3 – Krzyż Kawalerski, 4 – Krzyż Komandorski, 5 – Krzyż Wielki |             |                  |                   |   |               |             |                  |                   |              |
| Insygnia i Baretki orderu                                                                         |             |                  |                   |   |               |             |                  |                   |              |
| Krzyż Srebrny                                                                                     | Krzyż Złoty | Krzyż Kawalerski | Krzyż Komandorski | - | Krzyż Srebrny | Krzyż Złoty | Krzyż Kawalerski | Krzyż Komandorski | Krzyż Wielki |
|                                                                                                   |             |                  |                   |   |               |             |                  |                   |              |

Barwy wstążki Orderu Virtuti Militari posiada baretka Odznaki honorowej za Rany i Kontuzje. Na baretce umieszcza się srebrne pięcioramienne gwiazdki za kontuzje bądź rany, odniesione podczas walk w obronie ojczyzny.

## Order w kulturze
- Przedwojenni satyrycy lwowscy Szczepko (Kazimierz Wajda) i Tońko (Henryk Vogelfänger) byli autorami dialogu pt. Nasze Virtuti Militari z 1938 roku[58].
- Powstały filmy dokumentalne pt. Krzyż Virtuti Militari 1792-1992 (2002, reż. Edmund Zbigniew Szaniawski)[59] oraz Virtuti Militari (2002, reż. Zofia Jaremko, Marian T. Kutiak)[60].